# Geschichte Hamburgs

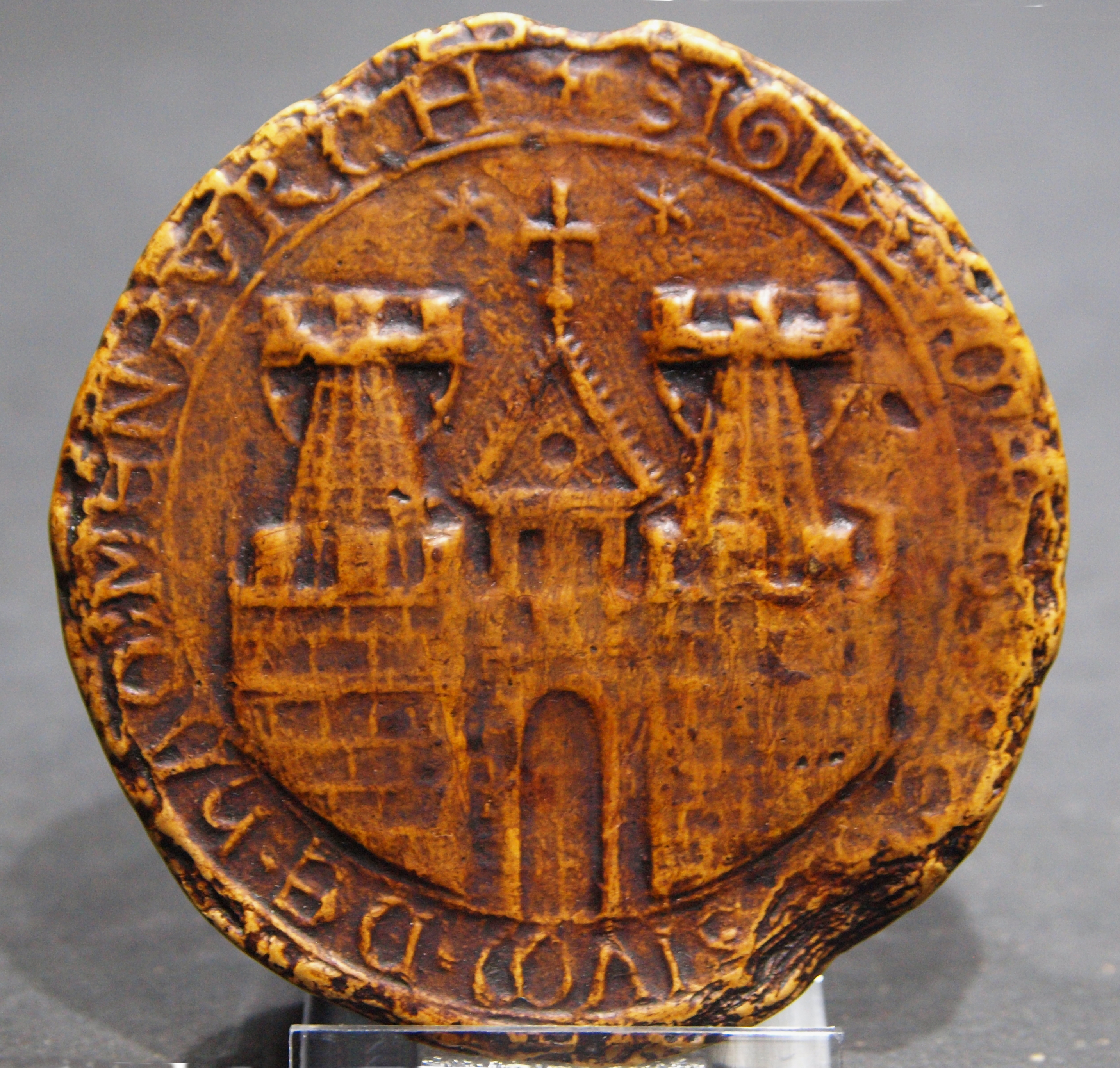
Replik des ältesten bekannten Stadtsiegels von 1241

Die Geschichte Hamburgs behandelt die Entstehung und Entwicklung der deutschen Stadt und des Bundeslandes Hamburg und reicht bis in das 8. Jahrhundert zurück. Entstanden ist die Stadt aus einer Befestigungsanlage, der Hammaburg, welche dem Handel diente. Im Mittelalter wurde Hamburg einer der bedeutendsten Handelsplätze Europas. Neben der günstigen Lage des Hamburger Hafens stärkte die jahrhundertelange politische Unabhängigkeit als Freie und Hansestadt die Entwicklung Hamburgs zur zweitgrößten Stadt Deutschlands nach Berlin.

## Vorgeschichte
Nach dem Schmelzen des Eisschildes, der das Gebiet um das heutige Hamburg während der letzten Kälteperiode der aktuellen Eiszeit bedeckte, folgten vor etwa 17.000 Jahren vermutlich nomadisch lebende Jäger und Sammler und siedelten sich im Urstromtal der Elbe an. Es gibt zahlreiche archäologische Funde von Werkzeugen aus der Steinzeit, beispielsweise der Ahrensburger und Hamburger Kultur aus dem Stellmoorer Tunneltal an der Grenze von Rahlstedt und Ahrensburg sowie Funde aus der Fischbeker Heide südwestlich von Harburg, die eine nomadische Besiedlung der Gegend belegen. Die ältesten Nachweise für eine feste Besiedelung wurden auf das 4. Jahrhundert vor Christus datiert. Auch im Sachsenwald zeugen Megalithgräber von einer frühen Besiedelung.

## Antike
Der Vorstoß römischer Expeditionstruppen bis in den Hamburger Raum gehört vermutlich in den Bereich der Legende. Die Römer kannten jedoch einen Ort an der Alstermündung, den sie Treva nannten und der möglicherweise an der Stelle der heutigen Stadt liegt. Zudem existieren aus dem Hamburger Gebiet zahlreiche materielle Zeugnisse, die rege Handelskontakte mit dem römischen Einflussgebiet bezeugen, wie römische Goldmünzen aus Eppendorf oder Lokstedt. Aus dem 1. bis 5. Jahrhundert ist eine intensive Siedlungstätigkeit für Hamburg-Farmsen-Berne nachgewiesen, wo Spuren zahlreicher Häuser und Eisenverhüttungsplätze ausgegraben wurden.
Seit dem 4. Jahrhundert siedelten sich die nordalbingischen Sachsen im nordelbischen Raum an. Belegt sind Besiedlungen auf dem Geestrücken bei der Alstermündung und ein sächsisches Gräberfeld in Hamburg-Schnelsen, mit dem Reitergrab von Schnelsen als einer der herausragenden Bestattungen dort. Der Zustrom dauerte bis ins 6. Jahrhundert an.

## Mittelalter

### Frühmittelalter – Hamburg als Missionszentrum
Im 8. Jahrhundert entstand die namensgebende Hammaburg als sächsischer Adelssitz. Der Name „Hammaburg“ wurde das erste Mal 834 schriftlich erwähnt. Der Name leitet sich vom altsächsischen Wort „ham“ her, das in der neueren Forschung als feuchte Niederung oder Bucht übersetzt wird. Die Burg lag auf einem Geestsporn in der Alsterniederung, nahe der Alsterfurt, und war sowohl über die Flüsse Alster und Elbe als auch an alte Handelswege wie den Ochsenweg verkehrsgünstig angebunden.
Die archäologischen Untersuchungen seit den 1950er Jahren, besonders aber 2005–2007, wiesen die Hammaburg auf dem heutigen Hammaburg-Platz nach. Demnach ist von einer 3-phasigen Anlage auszugehen: Die erste Hammaburg (Hammaburg I) entstand im 8. Jahrhundert und maß 48 × 58 m, eine zweite Ausbauphase (Hammaburg II) entstand ca. 817–822 und hatte einen Durchmesser von 65 m. Um 900 wurde die Burg in ihrer letzten und größten Ausbauphase, die als Hammaburg III bezeichnet wird, errichtet. Diese Burg maß ca. 85 × 95 m und hier konnten eine Holzverschalung des Walls und Innenbebauung nachgewiesen werden.
Im Jahr 811 ließ Karl der Große die erste Holzkirche in Hamburg zur Missionierung bauen. 831 wurde der Mönch Ansgar, der zuvor schon zwischen 827 und 829 in dessen Auftrag missionarisch in Dänemark und Schweden unterwegs gewesen war, von Ludwig dem Frommen zum ersten Bischof von Hamburg ernannt und der Bischofssitz in Hamburg für weitere Missionsunternehmungen neu errichtet. Dies geht aus einer Urkunde vom 15. Mai 834 hervor, die allerdings nicht im Original überliefert und möglicherweise inhaltlich verfälscht ist. Bereits 832 war Ansgar von Papst Gregor IV. das bischöfliche Pallium verliehen und er zum päpstlichen Legaten für ganz Skandinavien ernannt worden. Ob er dabei auch den Titel eines Erzbischofs erhielt, gilt nach neuesten Erkenntnissen als umstritten. Zurück in Hamburg ließ Ansgar eine dreischiffige Marienkirche errichten, wahrscheinlich ein schlichter Holzbau und doch der Vorgänger der großen Hamburger Kathedrale (Dom). Ansgars Kirche ist jedoch nicht archäologisch belegt und stand vermutlich am Standort der heutigen St. Petri-Kirche, nicht innerhalb der Hammaburg. Dazu kamen noch Schule, Kloster und Bibliothek zur Sammlung handschriftlicher Bücher. Ansgar weihte Gosbert zum Missionsbischof für Schweden und widmete sich selbst anschließend wieder unter dem Schutz des dänischen Königs Horik I. der dänischen Missionierung in der Gegend um Schleswig. Zur Deckung der Ausgaben wurden die Einkünfte der Abtei Turholt in Flandern zur Verfügung gestellt, die jedoch nach der Reichsteilung von Verdun 843 an den westfränkischen König Karl den Kahlen abgetreten werden musste. Diese Reichsteilung, die ein Zeichen für die schwindende Macht der Karolinger war, hatte zur Folge, dass dänische Wikinger noch im gleichen Jahr die deutschen Siedlungen an der Elbmündung zerstörten und auch vor Hamburg nicht haltmachten, die religiösen Bauten in Flammen aufgehen ließen sowie zwei Jahre später die Hammaburg selbst dem Erdboden gleichmachten. Die Schriftquellen schildern den Überfall sehr dramatisch, archäologisch lässt sich das komplette Niederbrennen der Burg nicht verifizieren.
Ansgar entfloh dem ersten Angriff über Ramelsloh (ca. 30 km südlich der Hammaburg gelegen) nach Bremen. Nach dem Tode Bischof Leuderichs von Bremen wurde er kommissarisch dessen Nachfolger. Auch Gisbert musste 845 aus Schweden fliehen und wurde später Bischof von Osnabrück. Auf einer Synode wurde 848 beschlossen, das Bistum Bremen und das Erzbistum Hamburg zusammenzuführen, womit Ansgar seinen Titel als "Erzbischof von Hamburg" zurückerhielt. Der Anspruch auf Hammaburg als Erzbistum wurde aufrechterhalten, das sichere Bremen fortan als Amtssitz des Erzbischofs genutzt. Dadurch wurde aber das bisherige Bistum Bremen aus dem Metropolitanverband Köln herausgelöst. Das führte umgehend zu Protesten durch den Kölner Erzbischof Hilduin (842–848/49), sowie dessen Nachfolger Gunthar und zu einem Stillstand der Entwicklung Hamburgs. Als aber Gunthar wegen seiner auf dem Konzil von Metz gegebenen Zustimmung zur Ehescheidung Lothars II. exkommuniziert wurde, stellte Papst Nikolaus I. am 31. Mai 864 die Gründungsbulle für das Erzbistum Hamburg-Bremen aus. Nach dem Tode des Erzbischofs Rimbert im Jahre 888, der 865 die Nachfolge Ansgars angetreten hatte, versuchte Erzbischof Hermann I. von Köln erneut die Auftrennung von Hamburg-Bremen und die Rückführung des Bistums Bremen in den Kölner Herrschaftsbereich zu erreichen. Zwar bestätigte Papst Formosus 893 formal die Ansprüche Kölns, dennoch scheiterte Hermann I. auf der Synode von Trebur 895 mit seinem Anliegen. Im Jahr 905 schließlich erklärte Papst Sergius III. den Status des Erzbistums Hamburg-Bremens als "eine Kirche", und wies alle Kölner Ansprüche zurück. Der Titel des Bischof von Bremen, seit 848 ohnehin nicht mehr einzeln vergeben, entfiel und der Erzbischof von Hamburg wurde Erzbischof von Hamburg-Bremen mit Sitz im vor Überfällen gegenüber Hamburg sicheren Bremen. Der Wiederaufbau als Hammaburg III um 900 kann mit dieser Ernennung in Verbindung gebracht werden.
Bereits 915 wurde die neue Siedlung beim ersten dokumentierten Überfall der slawischen Abodriten in Schutt und Asche gelegt. Ab 937 führte Erzbischof Adaldag das Erzbistum Hamburg-Bremen. Nachdem der Ostfrankenkönig Heinrich I. bereits 934 einige wichtige militärische Siege über die Dänen erringen und sie zurückdrängen konnte (u. a. durch die Eroberung des Wikinger-Handelszentrums Haithabu), ließ Adaldag die Burg erneut errichten, die von Handwerkern und kleinen Händlern bewohnte Siedlung ausbauen, verlieh Hamburg das Marktrecht und legte somit den Grundstein für den späteren Status Hamburgs als Handelsstadt. Ihm waren diverse Bistümer unterstellt: Schleswig, Ripen, Aarhus und Oldenburg. Ab 964 verbrachte Papst Benedikt V. in Hamburg seinen Lebensabend in der Verbannung, nachdem er aus Rom vertrieben worden war. Nach seinem Tod 966 wurden seine Gebeine im Mariendom begraben, bis sie 999 nach Rom überführt wurden. Ebenfalls 966 übertrug der römisch-deutsche Kaiser und sächsische Herzog Otto I. seinem Stellvertreter und Sachsenfürst Hermann Billung die weltliche Herrschaft über Sachsen und somit auch über die Hammaburg. Trotzdem konnte Adaldag unabhängig wirken, auch weil er an der Kaiserkrönung Otto I. teilnahm (962). Nach der Niederlage Ottos II. in Kalabrien und der damit einhergehenden militärischen Schwächung erfolgten ein allgemeiner Aufstand der Wenden und Angriffe der Dänen. Im Rahmen des Liutizenaufstandes 983 kam es zu Slawenangriffen, möglicherweise mit Beteiligung des Abodritenfürsten Mistui. Diese sich wiederholenden Angriffe lösten einen erneuten Umbau der Verteidigungsanlagen aus. Die Hammaburg III wurde abgerissen und durch den sogenannten Heidenwall ersetzt.

### Hochmittelalter – vom Missionszentrum zur Handelsstadt

#### Billunger Zeit (936–1106)
Die Billunger regierten Sachsen von 936 bis 1106 als Herzöge und herrschten somit auch über Hamburg. Der Stammvater des Geschlechts Hermann Billung (936–973) erregte durch seine hohe Stellung beim Kaiser die Aufmerksamkeit der Chronisten und Hamburg findet nach langer Zeit der Bedeutungslosigkeit wieder erste Erwähnungen. Die wirklich auf Hamburg bezogene Geschichtsschreibung setzt jedoch erst wieder mit Herzog Bernhard II. ein.
In die Zeit von Bernhard II. (1011–1059) fallen eine Reihe von Bauvorhaben. Anfang der 1020er wurde die Hammaburg verlassen und daraufhin die Befestigung der Stadt Hamburg neu konzipiert und größer angelegt. Die Neue Burg wurde größer angelegt als ihr Vorgänger die Hammaburg. Die wahrscheinlich stark beschädigte Hammaburg wurde Erzbischof Unwan übergeben, mit dem Bernhard II. bei den Bauvorhaben anscheinend in enger Absprache stand. Von einer guten Zusammenarbeit der beiden Machthaber berichtet auch Adam von Bremen. Unwan ließ den alten Ringwall der Hammaburg einplanieren und erbaute an gleicher Stelle einen hölzernen Dom. Wahrscheinlich wurde auch der Heidenwall in diesem Kontext errichtet, welcher vor Slaweneinfällen aus dem Osten schützen sollte. Wie lange die wohl erste stadtweite Großbaustelle Hamburgs bestand, kann recht genau bestimmt werden, denn die Fertigstellung der Neuen Burg lässt sich eindeutig auf 1023 festlegen. Die Verstärkung der Wehrfähigkeit der Stadt mag mit einer Reihe von Konflikten zusammenhängen derer sich Bernhard ausgesetzt sah. 1020 lehnte Bernhard sich gegen den Kaiser auf, um die sächsischen Stammesrechte einzufordern, die ihm zuvor garantiert worden waren.
Noch während der Regierungszeit von Bernhard II. verstarb Erzbischof Unwan. Auf ihn folgte Adalbert, der nicht nur ein Freund des römisch-deutschen Königs Heinrich III., sondern auch Erzieher und Berater seines Sohnes Heinrich IV. war. Erste Handelsbeziehungen gen Norden und Osten wurden aufgebaut, die bis nach Island, Grönland und Finnland reichten. Ein Ausbau der Befestigungsanlagen wurde geplant, doch Erzbischof Adalbert wurde auf dem Reichstag zu Tribur 1065 gestürzt. Durch die Machtkämpfe um die Nachfolge sahen die Obodriten unter ihrem Fürsten Kruto eine Chance und fielen in Nordalbingien ein.
Auch die Herrschaft von Herzog Ordulf (1059–1072) war von Konflikten mit Slawen gekennzeichnet. 1066 und 1072 wurde Hamburg erneut von den Obodriten überfallen, weshalb die Erzbischöfe Hamburg verließen und fortan in Bremen residierten; Hamburg verlor seine kirchliche Vormachtstellung im Norden.
Herzog Magnus (1072–1106). In die Zeit des Magnus Billung fällt die Niederschrift der Hamburger Kirchengeschichte durch Adam von Bremen. Beim Tod von Herzog Magnus im Jahre 1106 endete die Dynastie der Billunger und damit ihre Herrschaft über Hamburg.

#### Schauenburger Zeit

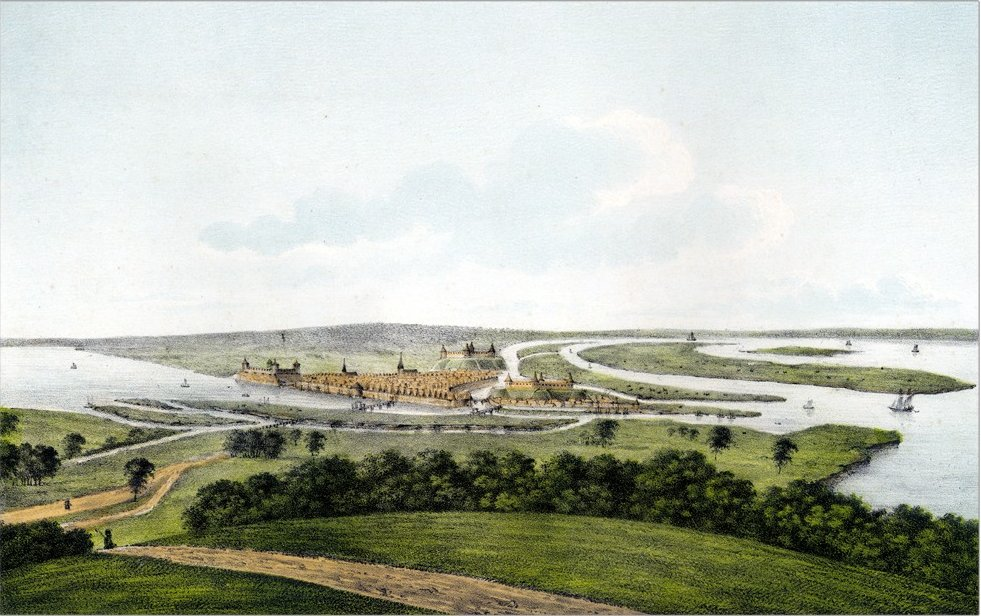
Hamburg 1150, wie man es sich im 19. Jahrhundert vorstellte (Stich der Gebrüder Suhr), heute weiß man, dass Hamburg nie mehr als eine Burg hatte.

1106 endete die Herrschaft der Billunger und König Heinrich V. erhob den späteren Kaiser Lothar von Süpplingenburg zum Herzog von Sachsen, der 1110 Adolf I. von Schauenburg zum Statthalter für Holstein und Storman berief, wodurch auch Hamburg Teil seines Herrschaftsgebietes wurde. Der erste Schauenburger Herrscher Hamburgs ließ die Elbmarschen und -inseln eindeichen, trockenlegen und besiedeln. 1124 wurde unter Adolf I. die Alster zum ersten Mal für eine Kornmühle am Großen Burstah aufgestaut.
Sein Sohn und Nachfolger Adolf II. setzte in Hamburg selbst kaum Akzente, ermöglichte aber eine Zeit des ruhigen Wachsens, obwohl er um die Grafschaften mit dem Kaiser im Konflikt stand. Der Chronist Helmold von Bosau berichtet von einem Überfall auf Hamburg und der Zerstörung der Neuen Burg im Jahre 1139. Damals habe Heinrich von Badewide Hamburg aus Trotz belagert und zerstört, weil er die ihm 1137 zugestandenen Gebiete in Nordelbien auf kaiserliches Geheiß wieder an Adolf II. zurückgeben musste.  Die Neue Burg wurde danach nicht wieder aufgebaut und lag fast fünfzig Jahre brach, bevor an dieser Stelle wieder städtebauliche Maßnahmen einsetzten. In den folgenden Jahren fällt der Fokus von Adolf II. eher auf Lübeck und den Handel an der Ostsee, wo er die 1138 zerstörte Siedlung Lubice 1143 als Stadt Lübeck neu gründete. Der Stadt im Vorfeld zugesprochene Privilegien machten sie unmittelbar zu einem prosperierenden Handelshafen und lohnenden Projekt für die Schauenburger.
Unter Adolf III. (Amtszeit 1164–1203) gewann Hamburg durch den Bau der Neustadt (ab 1188) wieder an Bedeutung im Nordseehandel. Diese entstand auf dem Gebiet der brach liegenden Neuen Burg. Die Burgruine wurde dafür auf ihre Wallhöhe von 6 m verfüllt, planiert und parzelliert. Die Parzellen wurden angeworbenen Siedlern etwa aus Flandern und Friesland als Baugrund zur Verfügung gestellt, welche mit Handelsprivilegien zur Ansiedelung motiviert wurden. Beauftragter des Grafen für die Organisation dieser neuen Stadt war Wirad von Boizenburg. Die etwa fünfzig neu entstandenen Grundstücke wurden kostenlos an die Neusiedler vergeben, was dafür spricht, dass Hamburg eine geringes Bevölkerungswachstum bzw. natürlichen Zustrom hatte und man deshalb Einwanderer anziehen musste. Eine derartige Vorgehensweise ist auf jeden Fall ein Zeichen dafür, dass die Neubesiedelungsmaßnahmen dringlich und planhaft vorangetrieben wurden.
1189 soll Kaiser Friedrich I. Barbarossa der Stadt den Freibrief überreicht haben, angeblich zum Dank für Hamburgs Unterstützung beim Kreuzzug im Heiligen Land. Das Dokument wurde in der neuesten Forschung als Fälschung erkannt und entstand erst um 1225. Der Freibrief enthielt für Hamburg wichtige Punkte: Hamburg brauchte bis zur Nordsee keine Zölle mehr zu zahlen, die Heerpflicht wurde aufgehoben, Hamburger Bürger waren nur zum Schutze Hamburgs verpflichtet, im Umkreis von 15 Kilometern durfte um Hamburg herum keine weitere Burg errichtet werden, und den Hamburgern wurde erlaubt, Vieh zu halten, Fische zu fangen und Bäume zu roden. In Ermangelung einer authentischen Urkunde wurde um 1265 der noch vorhandene und vermutlich auch inhaltlich verfälschte Barbarossa-Freibrief ausgefertigt. Eine andere Lesart ist, dass der Freibrief von Anfang an eine bewusste Fälschung Hamburger Kaufleute war. 1190 wählten die bischöfliche Altstadt und die gräfliche Neustadt einen aristokratischen Rat, begünstigt durch die Abwesenheit Adolfs III., der sich an dem Dritten Kreuzzug beteiligte. Diese Freiheit resultierte in dem Bau zweier Rathäuser (1200). Im 13. Jahrhundert wurde Hamburg von Kriegen gezeichnet. 1201 überfiel Herzog Waldemar II. Hamburg, besetzte Stadt und Region und nahm Adolf III. gefangen. Friedrich II. König von Staufen trat 1214 die Ländereien nördlich der Elbe an das Königreich Dänemark ab, um sich ein Bündnis gegen die Welfen zu sichern. Hamburg wurde von einem dänischen Statthalter verwaltet. Die fremden Besatzer ließen beide Teile der Stadt näher zusammenwachsen. Hamburg einte sich unter einem Rathaus, Rat und Gericht.
Am 22. Juli 1227 besiegte eine norddeutsche Fürstenkoalition mit Beteiligung Hamburger Bürger die Dänen in der Schlacht bei Bornhöved vernichtend. Die Stadt unterwarf sich Adolf IV. von Schauenburg, der ab 1228 Herr der gesamten Stadt war. Er stiftete bereits vor seiner Herrschaft über die Stadt (1227) Hamburgs erstes Kloster, das St.-Maria-Magdalenen-Franziskanerkloster (an der Stelle der heutigen Börse, wurde 1837 abgerissen). Durch die Privilegien des Freibriefes konnten sich Handel und Gewerbe (vor allem die Bierbrauerei) frei entwickeln. Kaufmannsgilden und auswärtige Handelshäuser wurden errichtet. 1239 zog sich Adolf IV. in das von ihm gestiftete Kloster zurück und erhielt in Rom die Priesterweihe (1244).
Ab 1240 wurde eine neue Befestigungslinie angelegt, die bereits um 1250 den größten Teil der Hamburger Altstadt umgab und deren Grundrisse und Namen noch heute das Stadtbild prägen (Lange Mühren, Kurze Mühren, Steintor, Millerntor, Alstertor). In dieser Phase des Aufbaus entstanden auch etliche Klöster und Spitäler.
1270 trat das von Jordan von Boizenburg verfasste „Ordeelbook“ (Urteilbuch) mit seinen Bestimmungen für das Zivil-, Straf- und Prozessrecht in Kraft. Der in ihm verwendete Begriff „freie Stadt“ war zu jener Zeit zumindest ungewöhnlich.
Am 5. August 1284 wurde Hamburg von einem verheerenden Brand heimgesucht, der fast alle Häuser der damaligen Bevölkerung von ca. 5.000 Einwohnern vernichtete.
1286 überließ der Herzog von Sachsen-Lauenburg der Stadt Hamburg die Hälfte der Insel „O“ vor der Nordwestspitze Hadelns. Dort errichteten die Hamburger 1299 einen Wehrturm, das „Neue Werk“, nach der die Insel in Neuwerk umbenannt wurde. Der 1367 auf Neuwerk errichtete Turm war wichtig, um die Mündung der Niederelbe gegen Hamburger Feinde zu sichern. Um 1388 wurde von Neuwerk aus auch die benachbarte Burg Ritzebüttel erobert und von Hamburg darauf dauerhaft besetzt gehalten. 1394 richtet Hamburg das Amt Ritzebüttel ein und verlegt den Sitz des Hauptmanns von Neuwerk nach Ritzebüttel.
Ab 1292 hatte der Rat Hamburgs gesetzgebende Gewalt.
1350 erreichte der „Schwarze Tod“, die große europäische Pandemie der Pest, Hamburg und forderte 6.000 Todesopfer.
Ab Mitte des 14. Jahrhunderts bestand in Hamburg eine hölzerne Rolandsstatue, die aber bereits 1389 zerstört wurde, als man sie in die Elbe versenkte.

### Spätmittelalter – eine der bedeutendsten Hansestädte

#### Hamburgs Weg in die Hanse
Im 12. und 13. Jahrhundert vernetzte und verstärkte sich der Handel in Norddeutschland und neu gegründete Hafenstädte an der Ostseeküste florierten (vgl. Lübeck, Rostock, Wismar, Stralsund). Kaufleute aus diesen Städten sowie aus Hamburg und Lüneburg vertraten zunehmend häufig gemeinsam ihre Interessen außerhalb Norddeutschlands (z. B. im Stalhof in London, in Brügge oder im Bryggen in Bergen),
die Hanse entstand. Stationen Hamburgs auf dem Weg in die Hanse waren die Übernahme des lübischen Rechtes 1188, ein Vertrag über die Sicherung des Landweges zwischen Lübeck und Hamburg 1241, die Erlangung von Handelsprivilegien in Flandern 1252, England 1266, Schweden 1261, Norwegen 1283 und Frankreich 1294 sowie eine gemeinsame Währung mit Lübeck ab 1255. Niederdeutsch löste Latein als Hamburger Amtssprache ab, ein Grund- und ein Schuldbuch wurden eingeführt und manche Kaufleute begannen eine eigene Buchführung („Handlungsbuch“). Im Laufe der Zeit kam es auch in Hamburg zur Identifikation von Kaufmannsinteresse und Ratspolitik und die Hanse insgesamt wandelte sich vom Kaufmanns- zum Städtebund.

#### Blütezeit und Kampf gegen Piraterie
Mit dem Erstarken des Seehandels ging ein Aufschwung der Piraterie einher. Hamburg litt zunächst (ab 1265) besonders unter den Dithmarschern, die regelmäßig Schiffe auf der Elbe aufbrachten und plünderten. Erst ein Vertrag des holsteinischen Grafen mit den Dithmarschern entschärfte 1323 die Situation. Ab 1390 sind Übergriffe ehemaliger Vitalienbrüder auf Hamburger Schiffe in der Nordsee belegt. Nach empfindlichen Verlusten durch Kaperungen rüsteten Hamburg und Lübeck im Jahre 1400 Kriegsschiffe gegen die Likedeeler und brachten 1401 zuerst die Flotte von Klaus Störtebeker, später auch die von Gödeke Michels auf. Nach der Hinrichtung wurden die Köpfe der Piraten auf Pfähle genagelt und zur Schau gestellt. Erst 1525 wurde mit Claus Kniphoff der letzte Nordsee-Pirat gefasst.
Die Hansezeit brachte Hamburg bis dahin nie gekannten Wohlstand. Er wurde unter anderem dazu verwendet, für Hamburg wichtige Besitztümer von Personen und Institutionen aus dem Umland zu erwerben, so die Alster in drei Transaktionen 1306, 1309 und 1310, 23 an der Alster gelegene Dörfer und fünf an der Elbe. Die Festung Leerort in Ostfriesland war für den Handel ebenfalls bedeutsam, das dortige Wappen zeugt davon. Außerdem wurden alle bedeutenden sakralen und weltlichen Bauten (neu) errichtet, ausgebaut oder vollendet. Darunter der Mariendom (bis 1329) und die Kirchen St. Petri (1342–1418), St. Katharinen (bis 1450), St. Jacobi (bis ca. 1400) und
St. Nikolai (ab 1335). Zusätzlich wurden ein neues Rathaus und eine Stadtbefestigung aus Ziegeln errichtet. Bürgerliche, repräsentative Wohnbauten entstanden. Elbinseln wurden erworben und/oder eingedeicht.

#### 15. Jahrhundert

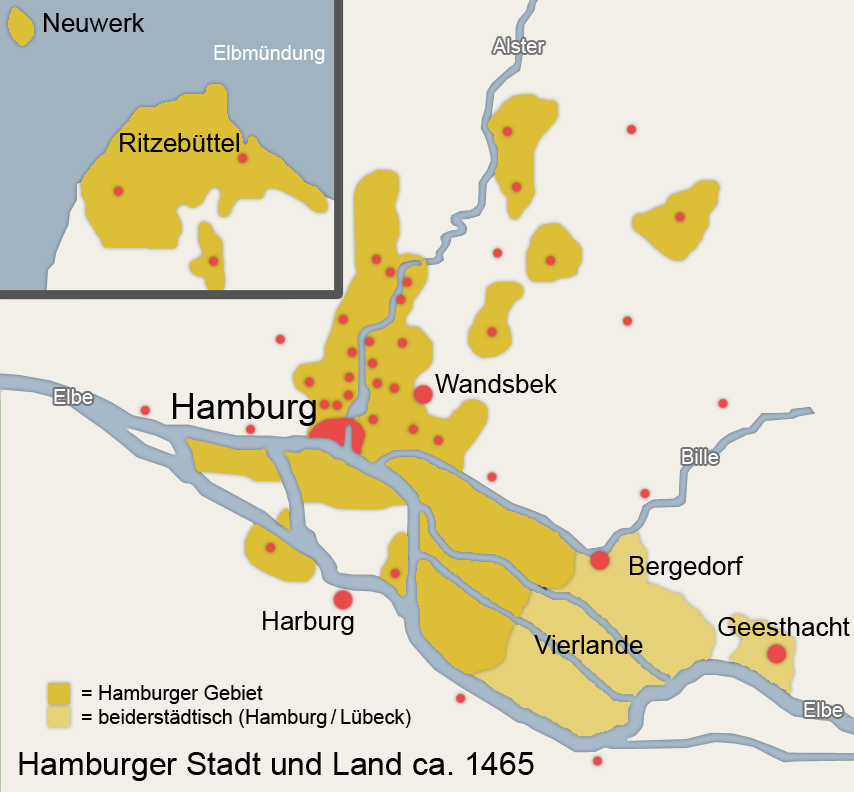
Hamburg Stadt und Land etwa 1465 (schematisch)

Im 15. Jahrhundert begann der Aufstieg der Territorialfürsten. Sie bedrohten zunehmend die Privilegien der Hansestädte. In Deutschland schrumpfte zusätzlich das Seehandelsvolumen, während der Landhandel zunahm, und so fehlten der Hanse mehr und mehr die finanziellen Mittel für eine eigenständige Politik. Hinzu kam, dass Niederländer und Engländer erfolgreich am aufkommenden Überseehandel partizipierten. Der Niedergang der Hanse hatte eingesetzt. Zu Beginn des Jahrhunderts setzte der Handel mit Island ein. 1423 wurde die erste Schiffsfahrt erwähnt. Diese Seefahrer waren zunächst Mitglieder der Englandfahrergesellschaft und fuhren auch später noch, als sie zu separaten Gesellschaften geworden waren, neben Island die Shetlands und die Färöer an.
Nach politischen Unruhen in Lübeck führte Hamburg 1410–1416 die Hanse an. Der Rat in Hamburg erließ 1410 jedem Kirchspiel einen Rezess, in dem die Rechte der Bürger verbrieft sind. Diese erste Hamburger Verfassung war jedoch nur sieben Jahre in Kraft. 1420 eroberten Hamburger und Lübecker Truppen die Burg Bergedorf zur Sicherung des Landweges zwischen den beiden Städten und stellten das Dorf nach dem Vertrag von Perleberg unter „beiderstädtische Verwaltung“. Der Holk begann die Kogge als meistgenutzte Bauform für Handelsschiffe abzulösen. 1450 ließ der Rat erstmals das Fahrwasser der Elbe durch Tonnen markieren. Mit dem Tod des letzten Schauenburger Grafen 1459 begann für Hamburg eine lange Zeit, in der die gewonnenen Privilegien regelmäßig gegen die benachbarten Territorialfürsten verteidigt werden mussten. Innere politische Unruhen erlebte die Stadt 1458 und 1483, die aber durch Zugeständnisse des Rates im zweiten bzw. dritten Rezess beigelegt wurden. Bei den Unruhen von 1483 war die Getreideverknappung und die folgende Erhöhung der Brotpreise ursächlich. Manche Händler ignorierten ein Ausfuhrverbot und verkauften das Getreide zu Höchstpreisen ins Ausland, insbesondere nach Island. 1479 wurde aus einem Nachlass die erste öffentliche Bibliothek Deutschlands in Hamburg angelegt. 14 Jahre später betätigen sich die ersten Hamburger im Buchdruck. Nach der Überlieferung wurde die Bibliothek kaum benutzt, und die Buchdrucker mussten auf Druck der Geistlichen ihr Gewerbe in Hamburg wieder aufgeben. 1500 wurde Hamburg im Zuge der Reichsreform Teil des Niedersächsischen Reichskreises.

## Neuzeit

### Reformation und ihre Folgen
- 1503 päpstlicher Legat in Hamburg

Nachdem zunächst verschiedene Strömungen der Reformation eine Einigung verhindert hatten, bat Bürgermeister Johann Wetken († 1538) Luther 1528 um die Entsendung von Bugenhagen, unter dessen Leitung eine Kirchenverfassung entstand.
1529 wurde Hamburg evangelisch. Mit dem Hamburger Religions-Revers gegen den Pietismus versuchte das lutherische Geistliche Ministerium 1690 zum letzten Mal, die konfessionelle Geschlossenheit der Stadt durchzusetzen.
1567 und 1611 kamen die Merchant Adventurers mit vielseitigen Handelsprivilegien nach Hamburg. Nach harten Verfolgungen im Zuge der Gegenreformation in den spanischen Niederlanden trafen 1567 die ersten niederländischen Emigranten in Hamburg und Altona ein. Um 1600 kamen sephardische Juden nach Hamburg, womit die Geschichte der Juden in Hamburg ihren Anfang nahm. Sie waren zunächst aus Spanien, später aus Portugal vertrieben worden.
Es gab eine Brüderschaft der Schonenfahrer und 1500 bildete sich die St. Anna-Brüderschaft der Islandfahrer am Dominikaner-Kloster St. Johannis.
Diese starke portugiesische Präsenz oder die 'natio lusitana', wie sie in den Urkunden der Zeit genannt wurde, war mit etwa 600 Seelen die größte Ausländergemeinde von Hamburg, das damals 30.000 Einwohner zählte. Mit zwei Prozent der Gesamtbevölkerung waren die Portugiesen des 17. Jahrhunderts sogar anteilmäßig stärker vertreten als die etwa 7.000 Portugiesen, die heute in Hamburg leben.
Heute erinnern die 'Hamburger Portugaleser', Ehrenmedaillen für verdiente Hanseaten, an diese geflüchteten portugiesischen Juden. Die großen Goldstücke faszinierten die Hamburger damals sehr, so dass die Kämmerei der Stadt bald ähnlich große goldene Gedenkmünzen prägen ließ.
Erwähnenswert sind 1529, 1548, 1562, 1570, 1579 und 1582 der vierte bis neunte Rezess.
1558 wurde die Hamburger Börse eröffnet.

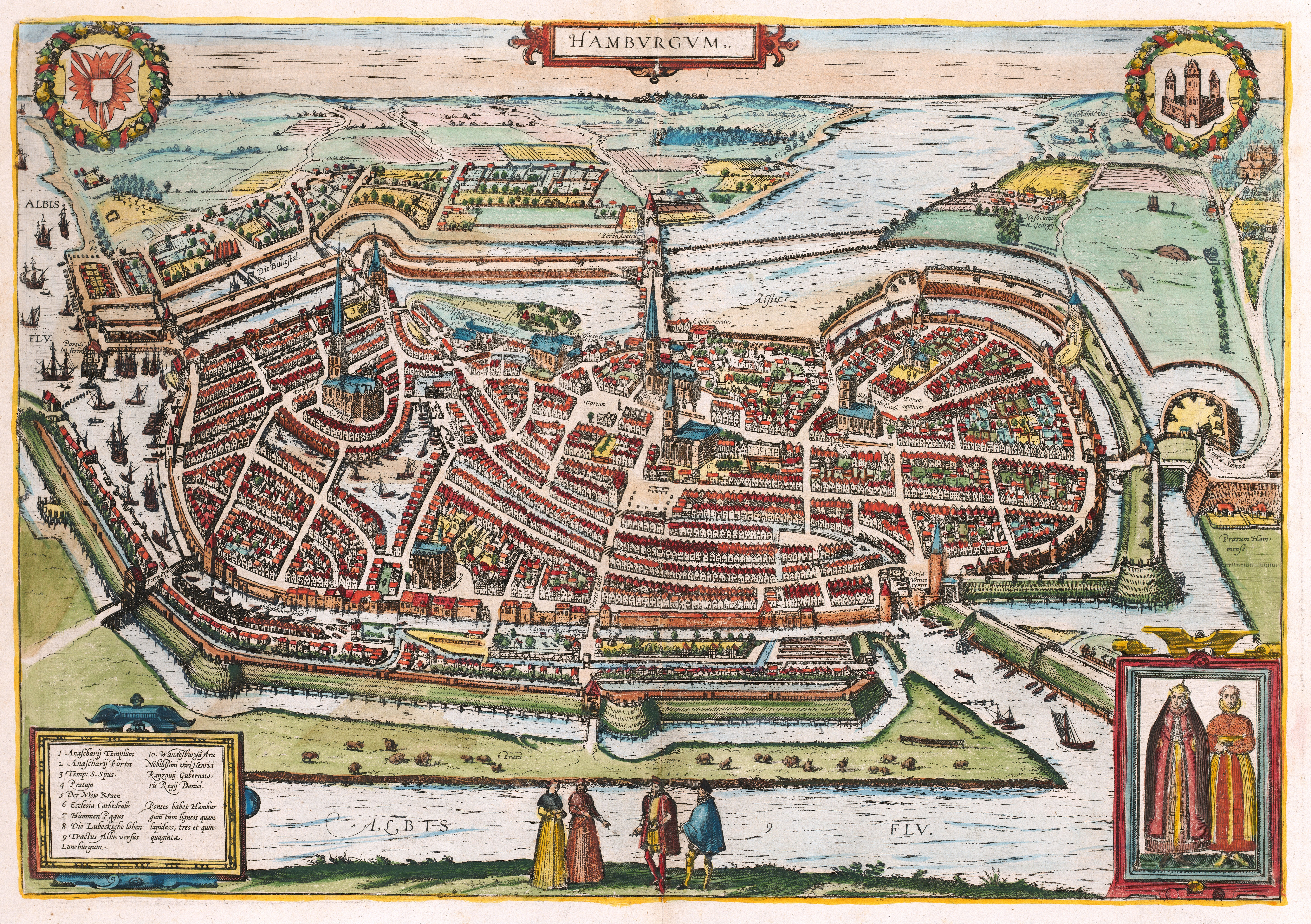
Braun & Hogenberg, Hamburg 1588

### Hexenverfolgungen in Hamburg

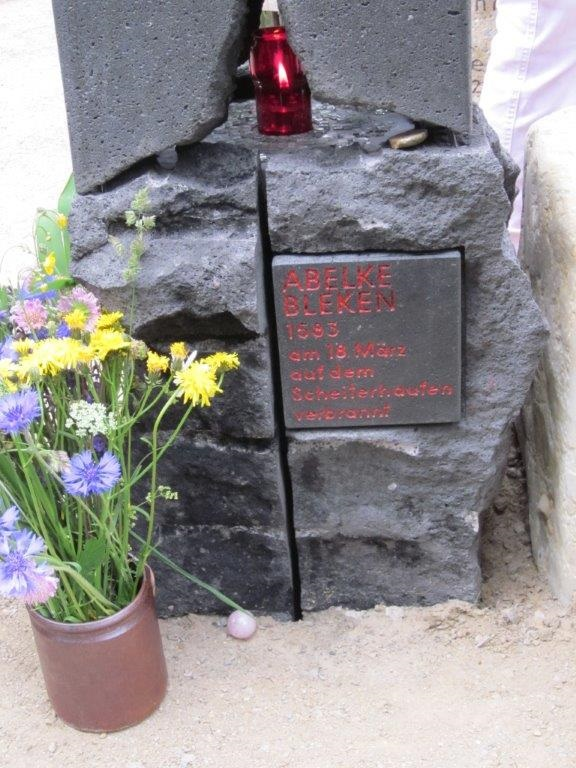
Erinnerungsstein im Garten der Frauen für die Opfer der Hexenprozesse

In den Hexenverfolgungen in Hamburg und seinen Ortsteilen wurden von 1444 bis 1738 entsprechend dem Hamburger Stadtrecht mindestens 101 Verfahren gegen mutmaßliche Hexen, Zauberer und Wahrsager durchgeführt. Da die Aktenlage zur Hexenverfolgung in Hamburg nicht gut ist, muss von weit mehr Fällen ausgegangen werden. Mindestens 81 der Hexenprozesse (80 %) führten zum Tod der Beschuldigten. Lediglich 14 der gefundenen Fälle endeten mit einer Freilassung. Fast alle Hexenprozesse in Hamburg wurden durchgeführt, nachdem die Reformation Einzug in Hamburg hielt und 1529 unter Mitwirkung von Johannes Bugenhagen eine neue Kirchenordnung eingeführt wurde.
Als erstes Opfer der Hexenverfolgung wurde 1444 Katharina Hanen als Zauberin (incantatrix) verbrannt.
Hexenprozesswellen gab es in den Jahren 1544–1545 (11 Angeklagte), 1555–1556 (17 Angeklagte), 1575–1583 (23 Angeklagte) und 1610 (5 Angeklagte in Harburg), von denen die meisten hingerichtet wurden.
Einer der letzten Hexenprozesse in Hamburg wurde 1642 geführt: Cillie Hemels wurde wegen Abfalß von Gott, ihrer Zauberei und gegen ihren eigenen Mann begangene Mordthat verbrannt. In Hamburg-Bergedorf wurde 1676 unter dem Vorwurf der Zauberei Margareth Uhler, Gattin des Sven Uhler, inhaftiert. Sie befand sich 21 Monate in Untersuchungshaft (zeitweise in Ketten). Erst im Jahr 1678 erfolgte der Freispruch, es war der letzte Hexenprozess in Hamburg.
Am 7. Juni 2015 weihte der Verein Garten der Frauen im Beisein der Zweiten Bürgermeisterin von Hamburg, Frau Katharina Fegebank, einen Erinnerungsstein auf dem Ohlsdorfer Friedhof für alle jene Frauen ein, die in Hamburg Opfer der frühneuzeitlichen Hexenverfolgung wurden. Siehe auch: Hexenverfolgung in Hamburg.

### 17. Jahrhundert

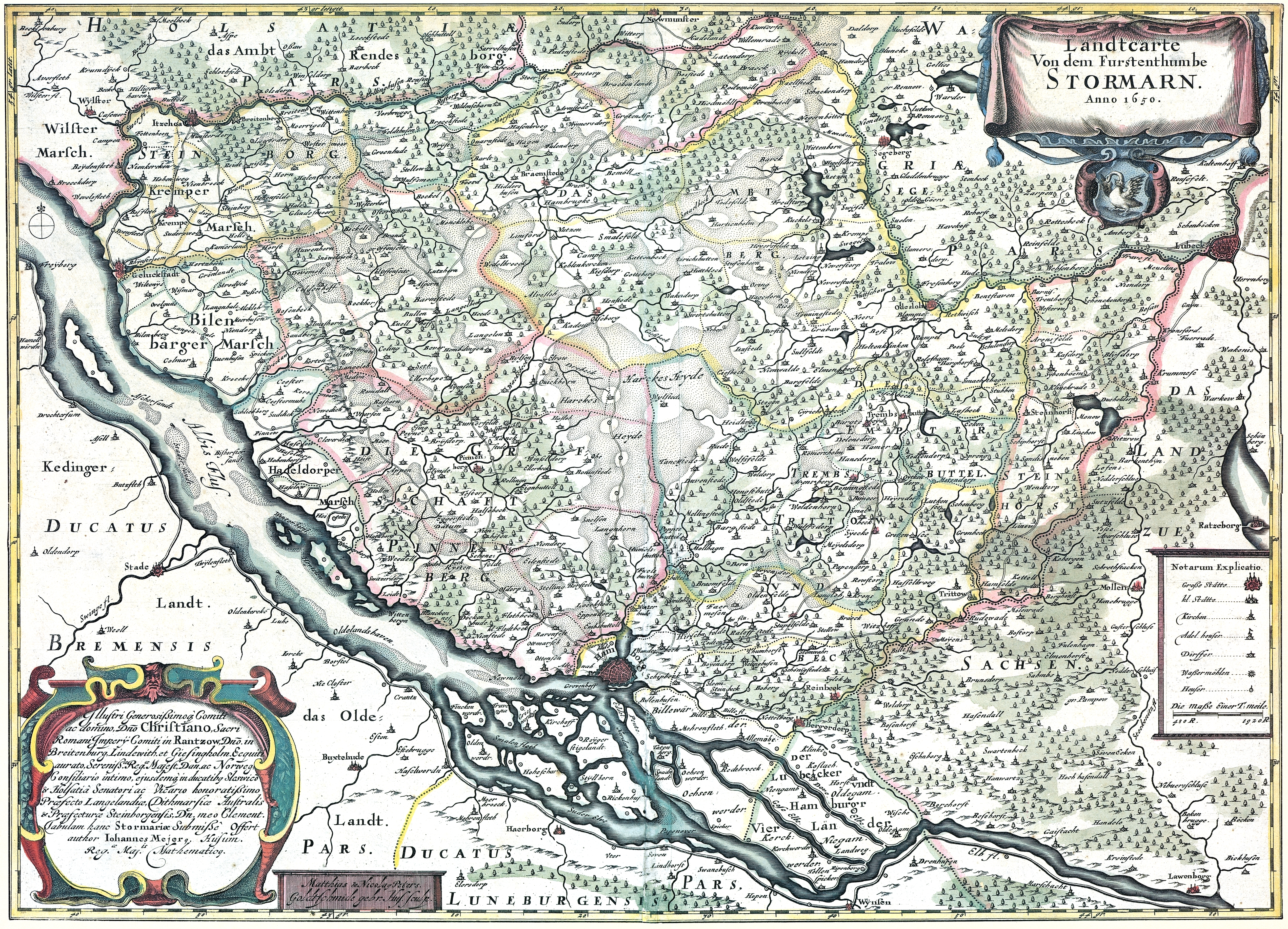
Hamburg und Umgebung (Landkarte Stormarn 1650 von Johannes Mejer)

Zwischen 1600 und 1700 setzte sich die Erstarkung der Territorialmächte gegenüber den freien Städten weiter fort; die Hanse wurde bedeutungslos und Hamburg musste sich außenpolitisch über Jahrzehnte immer wieder zwischen den neuen Großmächten aus Skandinavien und dem deutschen Reich positionieren.
Durch profitablen Handel mit den aufstrebenden Kolonialmächten Spanien und Portugal ist die Stadt in der Lage, sich mit Zahlungen von Zugriffsversuchen der Nachbarn im Norden regelmäßig freizukaufen (1632, 1679 erhebliche Zahlungen an Schweden, 1694 an Dänemark), eine Anerkennung des Status als freie Stadt des Deutschen Reiches durch den nördlichen Nachbarn wurde aber nicht erreicht.
Anders als die meisten deutschen Städte erlebte Hamburg während des Dreißigjährigen Krieges weder Verheerungen noch einen dauerhaften wirtschaftlichen Niedergang. Hamburg profitierte im Gegenteil von der Einwanderung von Niederländern einerseits sowie von der modernen dänischen Regentschaft im nahegelegenen Altona andererseits. Die ungeliebte Siedlung im Westen vor den Toren Hamburgs wuchs in der beginnenden Aufklärung extrem und gab Hamburg damit neue wirtschaftliche Impulse. In Hamburg selbst wurde eine umsichtige und offene Politik erforderlich, um die Abwanderung von Betrieben beispielsweise in den Bezirk Freiheit (ab 1611) von Altona zu verhindern.
In Elbmarschen und Vierlanden entwickelte sich in der zweiten Hälfte des Jahrhunderts eine blühende Landwirtschaft.

#### Politik

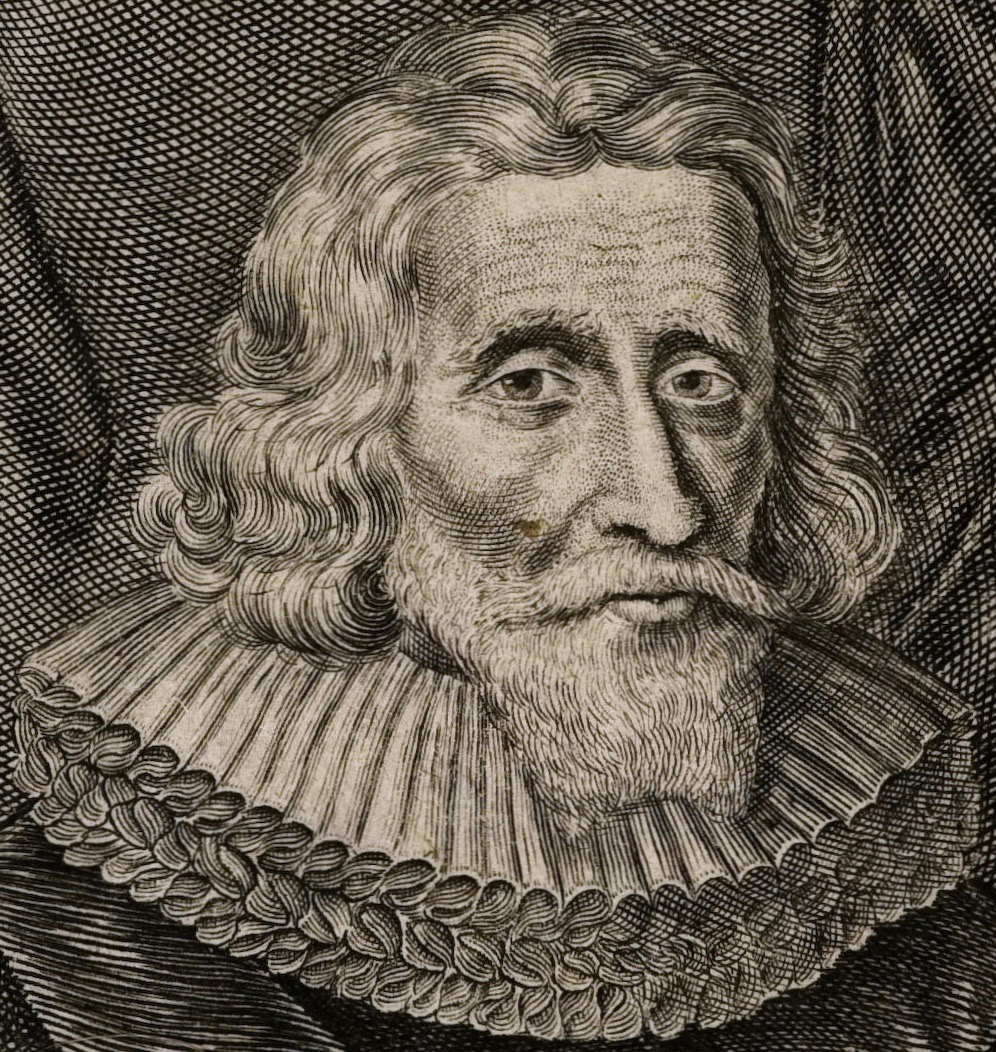
J. Jungius, Rektor der Gelehrtenschule Hamburg 1628–1657

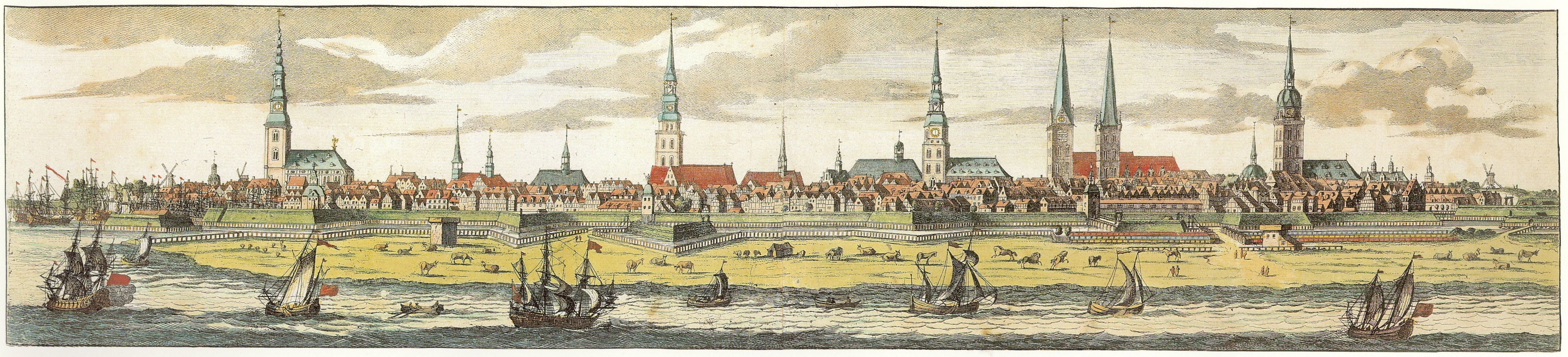
Peter Schenk der Ältere, Hamburg 1682. Große Kirchtürme von links nach rechts: Sankt Michaelis, Sankt Nicolai, Sankt Katharinen, Sankt Petri, Alter Mariendom, Sankt Jacobi.

Anfang des Jahrhunderts stellte der 11. Rezess 1603 das Vertrauen zwischen den Hamburger Bürgern und der Obrigkeit wieder her. Sechs Jahre später war eine Delegation der Hansestädte Hamburg, Lübeck und Danzig für 19 Monate in Madrid, wo erfolgreich ein Handelsvertrag vereinbart wurde. Von 1616 bis 1625 ließ der Rat Hamburg durch niederländische Baumeister unter Johan van Valckenburgh mit massiven Wallanlagen versehen, die die Stadt vor den Verheerungen des Dreißigjährigen Krieges bewahrten. Im Dezember 1641 wurde in den sogenannten Hamburger Präliminarien die Bedingungen für einen Friedenskongress unter Beteiligung aller kriegführenden Mächte in Münster und Osnabrück festgelegt. Einige Zeit waren auch Hamburg und Lübeck als Kongressorte im Gespräch.
Christian IV. von Dänemark betrieb ab 1616 Gründung und Ausbau von Glückstadt als Konkurrenz zu Hamburg. 1618 fiel das Urteil des Reichskammergerichts in dem seit Langem anhängigen Rechtsstreit um den Status Hamburgs als Freie Reichsstadt, in dem das Gericht den Status Hamburgs als „Freie Stadt“ des Deutschen Reiches bestätigte. Dieser Spruch wurde von Dänemark, das Hamburg weiterhin als Teil Holsteins ansah, nicht anerkannt. Die später vom Herzogtum Holstein gegen das Urteil eingelegte Revision wurde vom Reichskammergericht nicht zugelassen. Der Herzog von Celle und der Kurfürst von Brandenburg versuchten 1661 Harburg als Konkurrenz zu Hamburg zu etablieren. Acht Jahre später wurde in Lübeck der letzte Hansetag abgehalten. Vertreten waren neben Hamburg und Lübeck: Bremen, Danzig, Rostock, Braunschweig, Hildesheim, Osnabrück und Köln.
Gegen Ende des Jahrhunderts nahm der Unmut der Bürgerschaft über das Gebaren des Rates zu. Hauptvorwürfe waren Vetternwirtschaft und schleichende Beschneidung der Bürgerrechte. 1684 wurde Bürgermeister Heinrich Meurer (1643–1690) verhaftet, weil er sich für den suspendierten Ratsherrn Krull beim Kaiser eingesetzt hatte. Meurer floh nach Lüneburg-Celle und die Sprecher der Bürgerschaft Cord Jastram (1634–1686) und Hieronymus Snitger (1648–1686) regierten von da ab zwei Jahre de facto die Stadt. Als sie den dänischen König Christian V. um Beistand gegen die cellische Bedrohung ersuchten, verlangte dieser die sofortige Erbhuldigung, 400.000 Reichstaler Kontribution, die Übergabe der Stadtschlüssel und Duldung einer 2.000 Mann starken dänischen Besatzung. Dadurch schlug die Stimmung in der Stadt über Nacht zugunsten eines Bündnisses mit Lüneburg-Celle um, und mit deren Hilfe wurde der Angriff der Dänen am 26. August 1686 abgewehrt. Jastram und Snitger wurden angeklagt und wegen vorgeblichen Hochverrats hingerichtet. Meurer kehrte am 10. November auf den Bürgermeistersessel zurück. Die innenpolitische Krise wurde aber erst 13 Jahre später durch einen Rezess endgültig beigelegt. Seitdem war der Rat von der Bürgerschaft abhängig.

#### Wirtschaft
1619 wurde die Hamburger Bank als reine Girobank für Kaufleute gegründet. Es konnten Einlagen in Silber und ähnlichen Werten gemacht werden, um untereinander bargeldlose Geschäfte tätigen zu können. Als Rechnungseinheit wurde die Mark Banco geschaffen. Damit reagierten Rat und Bürgerschaft auf die Bargeldentwertung im Zuge der Kriegswirtschaft.
Auf Empfehlung der Kaufmannschaft wurde 1623 das Admiralitäts-Kollegium zur Verfolgung von Piraten gegründet. Im Laufe der Zeit wuchsen dem Kollegium darüber hinaus die Aufsicht über den Hafen und das Lotsenwesen sowie richterliche Befugnisse in Schifffahrts- und Versicherungsangelegenheiten zu. Auch die Hamburger Konsuln im Ausland wurden durch das Kollegium ernannt. 1639 wurde der Lotsenzwang auf der Elbe eingeführt. In der zweiten Hälfte des 17. Jahrhunderts entwickelten sich Hamburg und das benachbarte Altona zum Zentrum des deutschen Walfangs. 1665 wurde die Commerzdeputation (ab 1867 Handelskammer) als Interessenvertretung der Seekaufleute gegründet. 1668 wird der Friedrich-Wilhelm-Kanal in Brandenburg eröffnet, er ermöglicht den Schiffsverkehr bis nach Schlesien und spielt eine wichtige Rolle für den Fernhandel.

#### Soziales
Auf Initiative von niederländischen Einwanderern wurde 1604 am Rödingsmarkt das erste Waisenhaus der Stadt gegründet und 1620 am Alstertor das erste Werk- und Zuchthaus. Ab 1611 herrschen im Bezirk „Freiheit“ im benachbarten Altona Religions- und Gewerbefreiheit, Handwerker konnten sich hier niederlassen ohne Rücksicht auf Zünfte, so auch 1626 die Reepschläger von St. Pauli. Mit Herausgabe der ersten regelmäßigen Zeitung ab 1618 setzte die Entwicklung Hamburgs zur Medienstadt ein.
Um diese Zeit hatte die Stadt etwa 40.000 Einwohner und gehörte mit Köln, Nürnberg, Augsburg und Wien zu den größten Städten Deutschlands. Auf den seit 1625 von den neuen Wallanlagen umschlossenen Wiesen entstand im 17. Jahrhundert das Kirchspiel St. Michaelis. Erst 1685 wurden die Michaeliten den Angehörigen der vier älteren Kirchspiele gleichgestellt. Aus dieser Zeit stammt der Kirchspiel-Vers: „St. Petri de Rieken – Nikolai desglieken, Kathrinen de Sturen – Jacobi de Buren, Michaeli de Armen – dat mag woll Gott erbarmen“ (St. Petri den Reichen, Nikolai desgleichen, Kathrinen den Vornehmen, Jakobi den Bauern, Michaeli den Armen).
Das Akademische Gymnasium (1613 gegründet) nahm 1615 die ersten Schüler auf. Von 1628 bis 1657 lehrte Joachim Jungius hier. Im Jahre 1665 wurde der Jungfernstieg zur Flaniermeile umgebaut. Acht Jahre später wurde die erste öffentliche Straßenbeleuchtung mit 400 Tranlampen eingeführt. Am 30. November 1676 wurde die weltweit erste Feuerversicherung, die Hamburger Feuerkasse als Versicherung gegen Brandschäden vom Rat und von der Bürgerschaft der Stadt gegründet. Sie besteht noch heute. Zwei Jahre später eröffnete die erste Bürgeroper Deutschlands am Gänsemarkt. Gegen 1678 war Admiral Karpfanger auf der Höhe seines Ruhmes. 1693 vollendete Arp Schnitger seine Orgel von St. Jakobi.

### 18. Jahrhundert

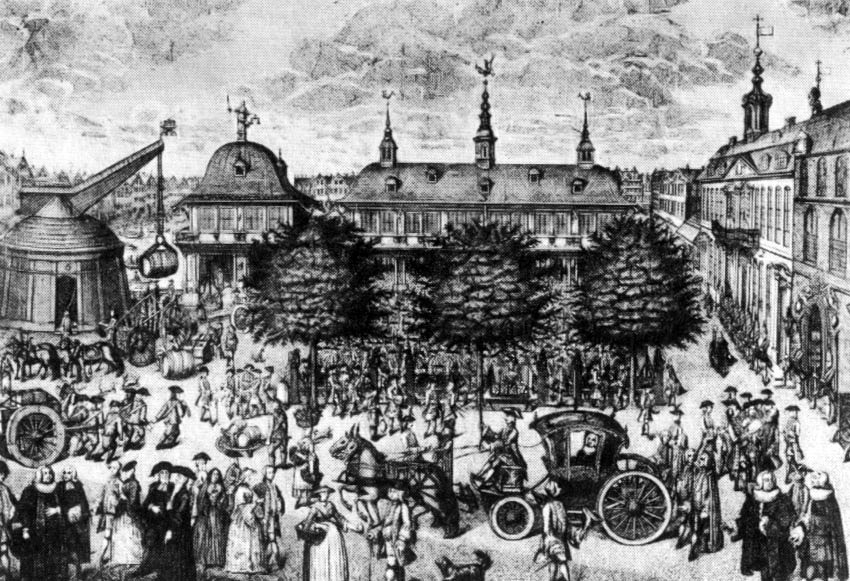
Stadtzentrum um 1735 (Kupferstich von Christian Fritzsch)

Im sogenannten „Hauptrezess“ einigten sich Rat und Bürgerschaft im Jahr 1712 auf eine grundlegende Verfassungsreform. 1716 wurde ein hamburgisch-französischer Handelsvertrag abgeschlossen. 1725 wurde die Hamburger Courantbank gegründet. 1731 erschien erstmals der Hamburgische Correspondent, eine weit über Deutschland hinaus beachtete Zeitung. Ab 1736 gab die Kommerzdeputation den wöchentlich erscheinenden Preiscourant der Wahren in Partheyen heraus, einen Warenpreiszettel, der die Kurse der an der Börse gehandelten Waren verzeichnete.
1737 wurde die erste deutsche Freimaurerloge „Loge d’Hambourg“ (später: Absalom zu den drei Nesseln) gegründet. 1740 erfolgte der Stapellauf des letzten Hamburger Konvoischiffs, der Wapen von Hamburg. 1749 gründete sich die erste Navigationsschule Hamburgs durch den Mathematik- und Zeichenlehrer Gerlof Hiddinga. 1750 wurde die Michaeliskirche durch einen Blitzschlag zerstört. Am 28. Februar 1751 wurde ein Friedensvertrag zwischen Hamburg und dem Bey von Algier unterzeichnet, der allerdings schon ein Jahr später – auf den Druck Spaniens hin – wieder aufgehoben wurde. 1762 fand die feierliche Einweihung des Neubaus der Michaeliskirche statt. Der Wiederaufbau erfolgte nach Plänen des Architekten Ernst Georg Sonnin.
Im Jahr 1765 fand die Gründungsversammlung der Hamburgischen Gesellschaft zur Förderung der Künste und nützlichen Gewerbe (Patriotische Gesellschaft) statt. Zu den ersten Mitgliedern gehören der Architekt Ernst Georg Sonnin, der spätere Leiter der Handelsakademie Johann Georg Büsch sowie der Arzt und Autor Johann Albert Heinrich Reimarus. 1768 gründete sich die Handelsakademie; ihre Leitung übernahm ab 1771 Johann Georg Büsch. Ebenfalls 1768 wurde der Gottorper Vertrag geschlossen, in dem Dänemark gegen eine Geldzahlung bzw. einen Schuldenerlass die Reichsunmittelbarkeit Hamburgs und Unabhängigkeit vom Herzogtum Holstein anerkannte.

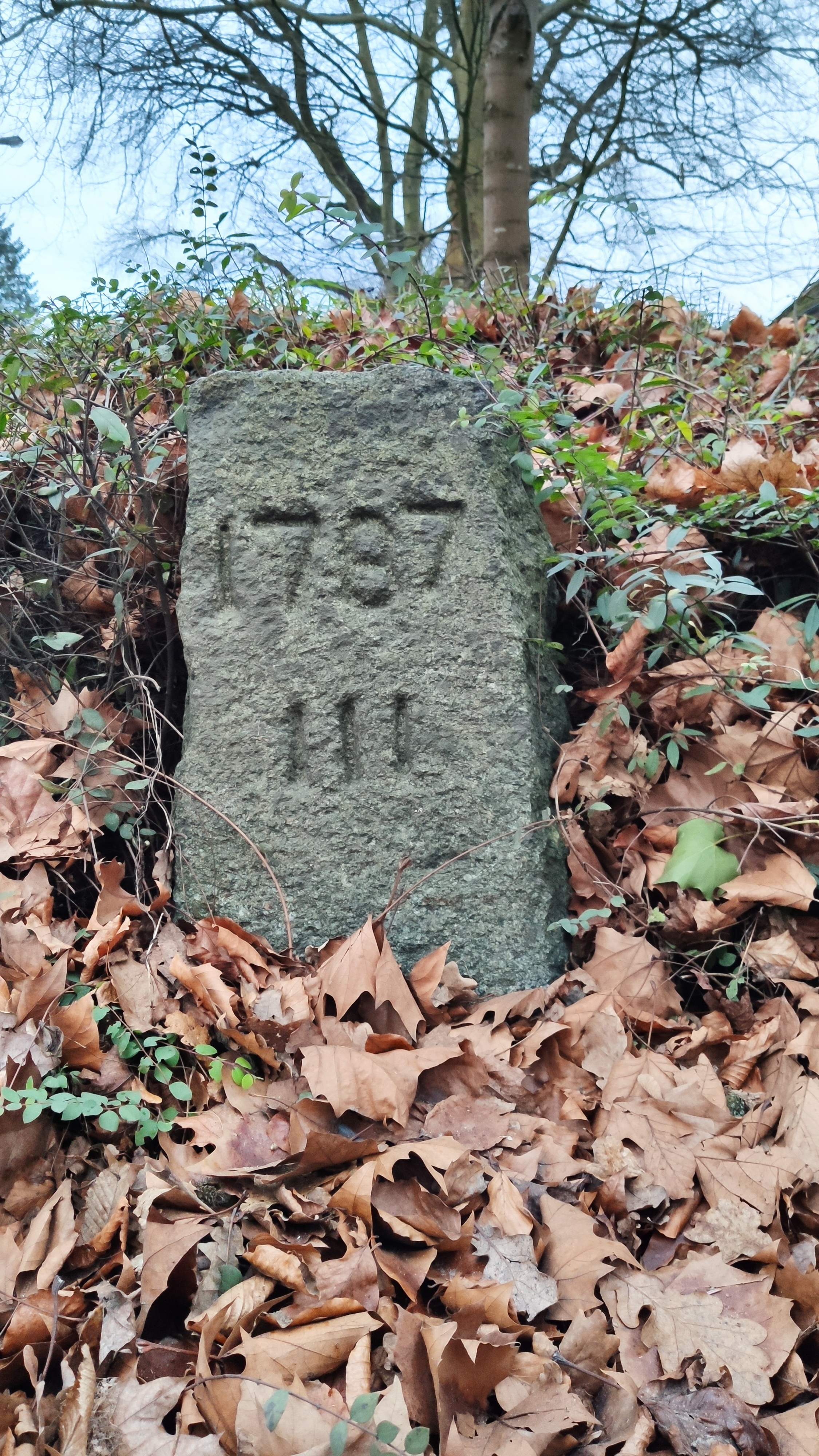
Triangulations-Grenzstein 1789, Hamburg Berne, an der historischen Grenze zwischen Dänemark und Hamburg

Außerdem fielen durch den Vertrag mehrere vormals dänische Elbinseln (u. a. Finkenwerder, Veddel, Peute) an Hamburg. 1769 wurde Hamburg eine nun auch durch Dänemark anerkannte freie Reichsstadt (was bereits 1618 durch das Reichskammergericht bestätigt worden war). Im gleichen Jahr wurde ein Handelsvertrag zwischen Hamburg und Frankreich abgeschlossen.
1770 erfolgte die Einteilung der steuerpflichtigen Bürger Hamburgs im sogenannten „Reglement wegen des Kopf-Geldes“. 1771 übernahm der Dichter Matthias Claudius die Herausgabe des Wandsbecker Bothen. 1785 wurde der Hamburger Toleranz-Edikt verabschiedet, in dem die Rechte religiöser Minderheiten gestärkt werden. 1785 erwarb der Kaufmann Caspar Voght ein Landgut in Klein-Flottbek, das er später zu einem Mustergut nach englischem Vorbild ausbaut. Am 23. Juli 1786 unternahm Jean-Pierre Blanchard seine zweite Ballonfahrt in Deutschland über den Dächern von Hamburg. 1787 zählte Hamburg erstmals über 100.000 Einwohner. 1788 reformierte Caspar Voght das Hamburger Armenwesen durch die Gründung einer Allgemeinen Armenanstalt.
Der erfolgreiche Kaufmann und Bewunderer der französischen Revolution Georg Heinrich Sieveking initiierte 1790 ein „Freiheitsfest“ zum Jahrestag des Sturms auf die Bastille. Im darauf folgenden Jahr kam es mit dem Streik der Hamburger Handwerkergesellen zum ersten großen (aber letztlich erfolglosen) Aufstand von Anhängern der Revolution in Deutschland.

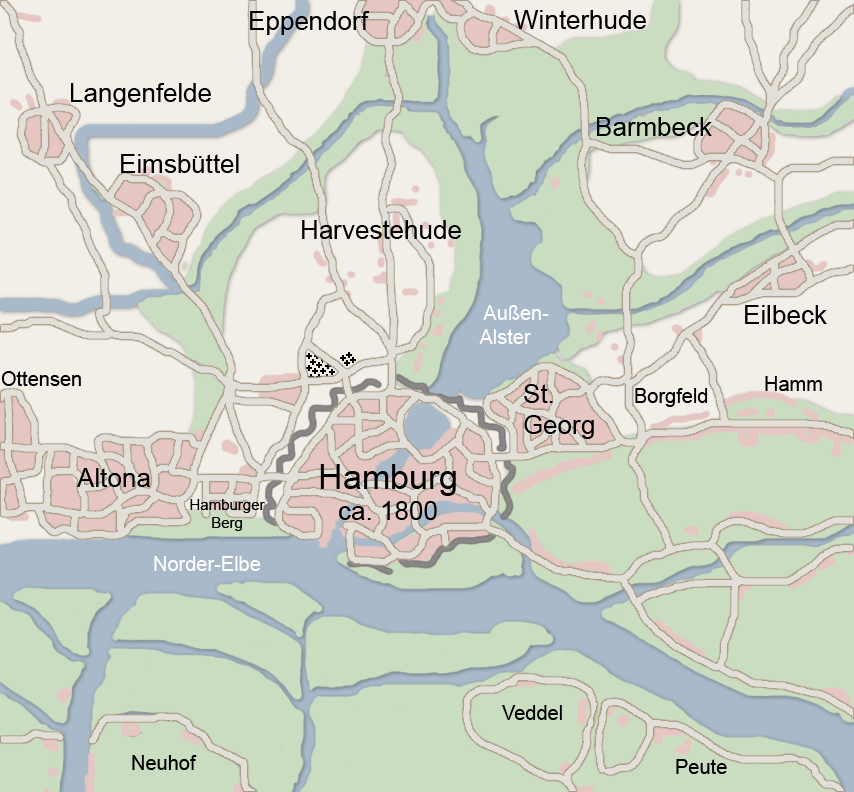
Besiedelung schematisch ca. 1800

### Französische Revolution bis Reichsgründung
Die Zeit von der französischen Revolution bis zur Reichsgründung führte Hamburg erst langsam, dann immer schneller vom Mittelalter in Richtung Moderne. Der ständisch geprägte, absolut souveräne und neutrale Stadtstaat von 1800 machte bis 1871 einem florierenden Bundesstaat mit Gewaltenteilung, Religionsfreiheit und neuer Verfassung Platz. Wie in keinem Jahrhundert zuvor strömten Menschen vom Lande in die Stadt, um nach den napoleonischen Kriegen am neu aufkeimenden Wohlstand durch die Industrialisierung und den Wirtschaftsliberalismus teilzuhaben. Reich wurden jedoch nur wenige, die meisten lebten unter elenden Bedingungen. Hamburg war schon 1806 mit 130.000 Einwohnern eine Großstadt gewesen, 1860 war die Bevölkerung jedoch bereits auf 300.000 angewachsen. Die öffentliche Infrastruktur, die – meist auf Privatinitiative – schon seit der französischen Revolution entstanden war, wurde weiter ausgebaut; zahlreiche Hilfsvereine wurden gegründet. Neue politische Strömungen wie die Arbeiterbewegung entstanden auch in Hamburg und sowohl die Demokratiebewegung als auch der Nationalismus erstarkten. In der boomenden Stadt kam es auf den Straßen häufiger zu Streiks oder stundenweise auch zu Aufruhr, während Rat und Bürgerschaft miteinander um die Modernisierung des Staates rangen. Die Hamburger Außenpolitik musste die zunehmende politische Dominanz von Otto von Bismarck zur Kenntnis nehmen, der erfolgreich die deutsche Einheit unter Führung Preußens vorantrieb. Hamburg wurde erst Verbündeter Preußens, dann Mitglied im Deutschen Bund, Bundesstaat im Norddeutschen Bund und schließlich Bundesstaat im Deutschen Reich. Auf dem Weg vom Mittelalter in die Moderne war Hamburg „mitten in Deutschland“ angekommen. Doch auch 1871 gab es noch Aufgaben genug: weder waren die politischen Strömungen durch ein gleiches, freies und geheimes Wahlrecht versöhnt, noch ließ sich ein Ende der massiven Zuwanderung und der damit verbundenen sozialen Probleme absehen.

#### Politik

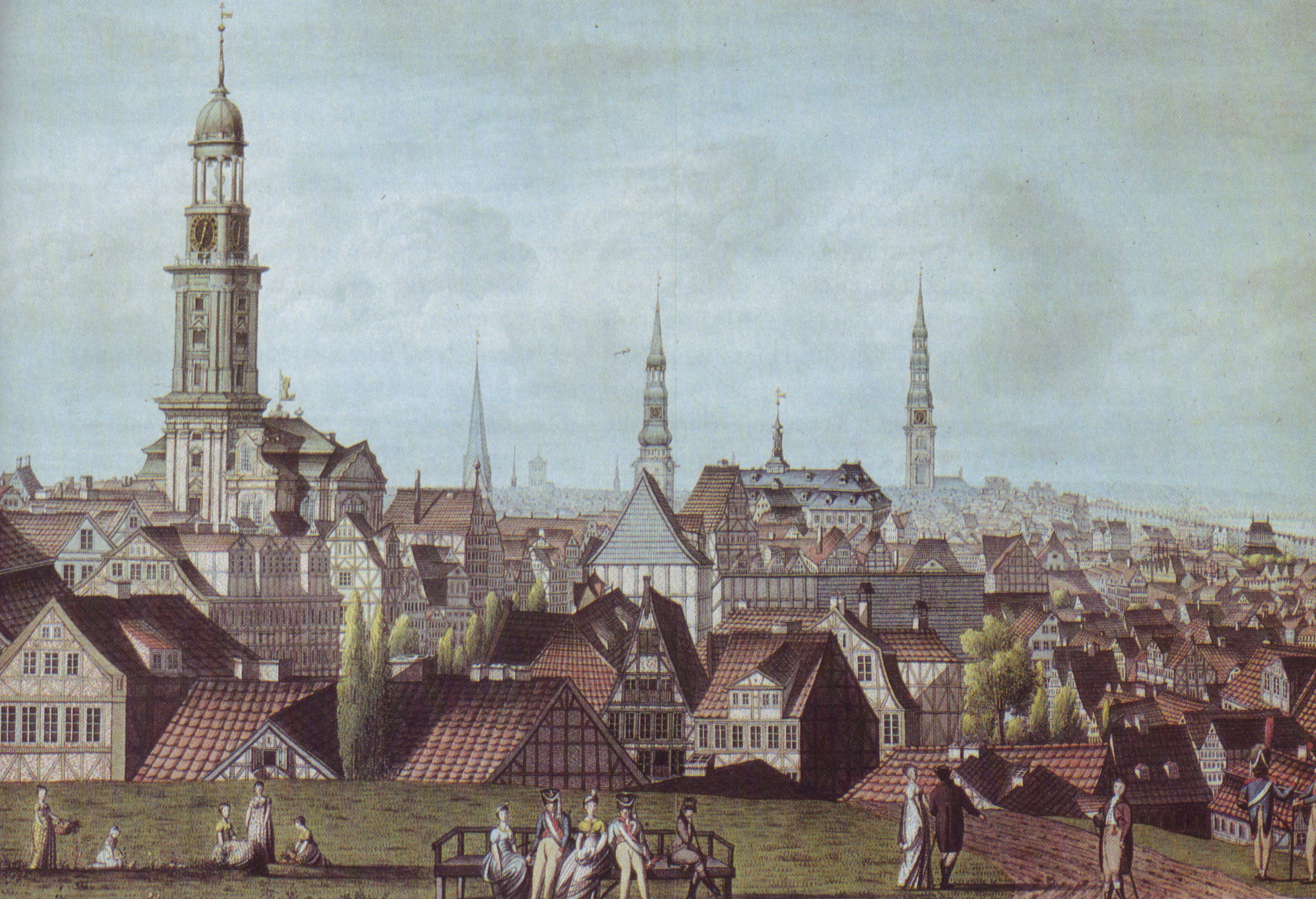
Ansicht Hamburgs zur Zeit der französischen Besetzung (1811)

Zum Beweis seiner Neutralität in den Koalitionskriegen ließ der Hamburger Rat 1804 die Befestigungsanlagen von Hamburg einreißen. Wegen der strategischen Bedeutung der Stadt für die Durchsetzung der Kontinentalsperre ließ Napoleon die Stadt im vierten Koalitionskrieg besetzen. Am 19. November 1806 marschierten französische Truppen in Hamburg ein und hielten die Stadt bis 1814 besetzt (siehe Hamburger Franzosenzeit). Als Hauptstadt des neu geschaffenen Departements der Elbmündungen war Hamburg (franz. Hambourg) Teil des französischen Kaiserreichs. Auf Befehl Ludwigs XVIII. übergab Marschall Davout – fast zwei Monate nach Napoleons Abdankung – am 29. Mai 1814 die Stadt, da seine Streitkräfte durch Krankheiten und Mangel dezimiert waren. Davout verließ mit 25.000 Soldaten und 5.000 Pferden die Stadt. Russische Truppen wurden von der Bevölkerung als Befreier gefeiert. Der Wiener Kongress garantierte 1815 die Souveränität Hamburgs. Hamburg trat dem Deutschen Bund bei und nannte sich seit Ende 1819 Freye und Hansestadt.
Die Besatzungszeit löste einen tiefen Franzosenhass bei vielen Hamburgern aus. In der Zeit der Neuordnung nach dem Abzug der Franzosen traten daher nur wenige wie Abendroth dafür ein, einige Modernisierungen der Verwaltung wie Gewaltenteilung und Trennung von Kirche und Staat beizubehalten. Rat und erbgesessene Bürgerschaft setzten die Verfassung von 1712 wieder in Kraft, einzelne Reformen wurden schrittweise durchgeführt (etwa die religiöse Gleichstellung aller Bürger 1819). 1820 begann die Entfestigung der Stadt und zog sich bis 1880 hin (siehe auch Hamburger Wallanlagen).

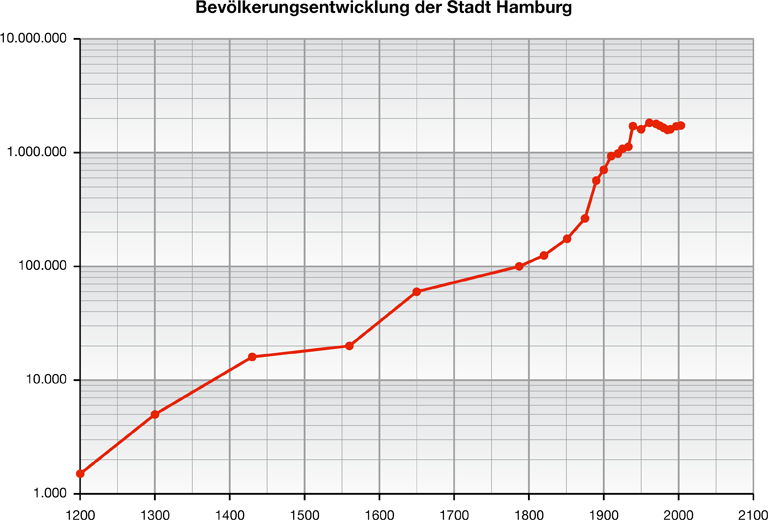
Bevölkerungsentwicklung in Hamburg 1200–2000 (logarithmischer Maßstab)

Während der antijüdischen Hep-Hep-Krawalle, bei denen es zwischen August und Oktober 1819 in über 80 Städten und Ortschaften im Deutschen Bund und über seine Grenzen hinaus zu zahlreichen Ausschreitungen und Vorfällen kam, war Hamburg zwischen dem 19. und 26. August 1819 Schauplatz der neben Würzburg und Frankfurt am Main schwersten Gewaltexzesse. Ihren Höhepunkt fanden die Krawalle am 24. September. Die Angriffe richteten sich zunächst gegen jüdische Wohn- und Geschäftshäuser, deren Scheiben eingeworfen wurden. Am nächsten Tag wurden offenbar viele Juden verprügelt, die Gewalt richtete sich aber auch gegen Ordnungskräfte, wobei einzelne Mitglieder der Bürgerwehr zu den Angreifern überwechselten. Bemerkenswert ist auch ein Bekanntgabe des Hamburger Rates vom 26. August, die zur Beruhigung der Lage auffordert, gleichzeitig den Juden unterstellt, für die Ausschreitungen selbst mitverantwortlich zu sein. Erst am 26. September beendete  ein Militäreinsatz „mit gefälltem Bajonett“ die Unruhen. Viele jüdische Bewohner Hamburgs waren aus der Stadt geflohen.

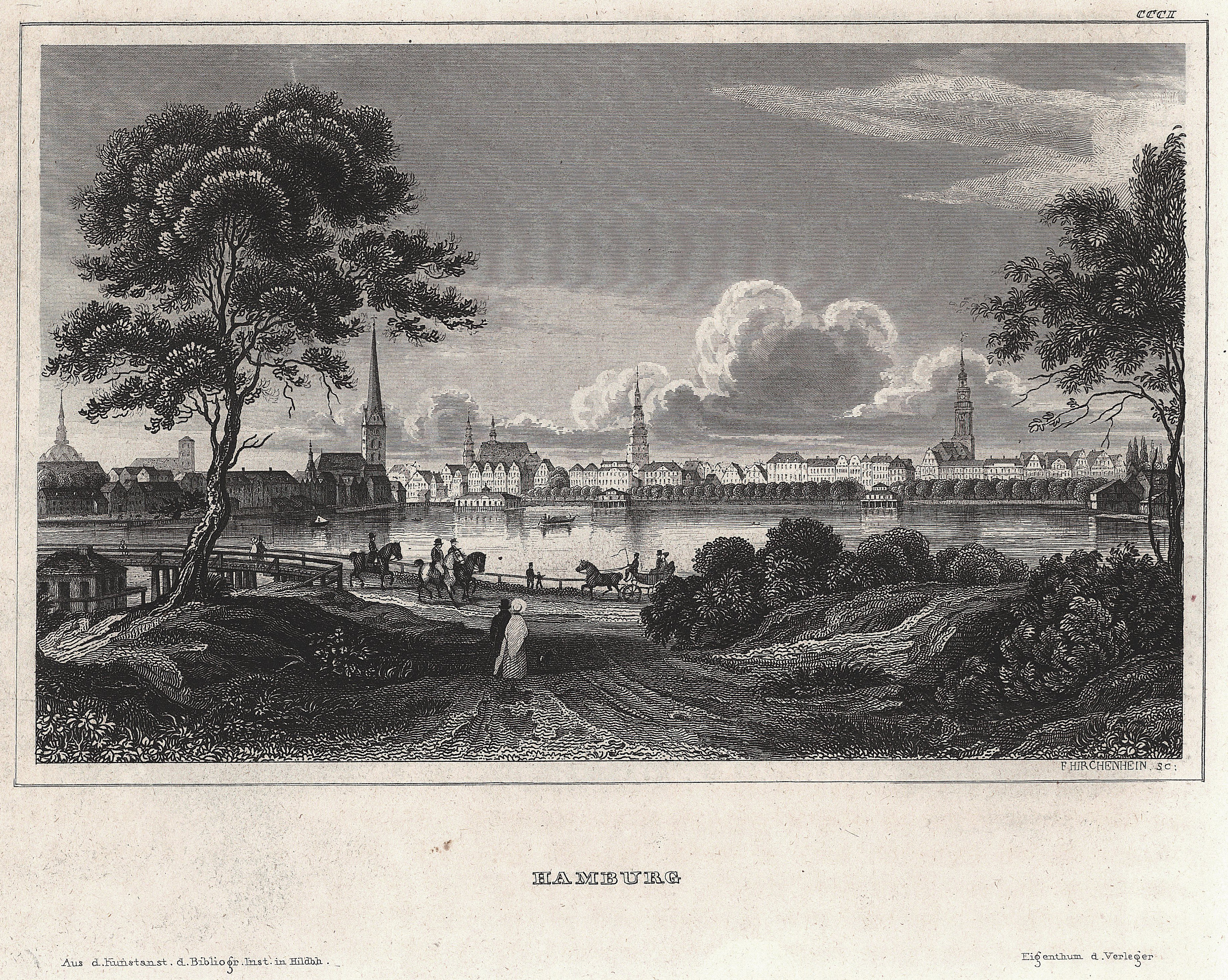
Ansicht von Hamburg 1840

In den 1840er Jahren politisierte sich auch in Hamburg die Bevölkerung. Zahllose Vereine mit demokratischen – bisweilen sozialistischen – Tendenzen wurden gegründet. Zwar wurde nach den Unruhen vom März 1848 (siehe Märzrevolution), die es auch in Hamburg gegeben hatte, ein Vorschlag für eine reformierte Verfassung erarbeitet, die jedoch erst nach jahrelangem politischem Tauziehen 1860 in Kraft trat. Demnach wurden künftig über 40 Prozent der Bürgerschaft direkt vom (männlichen, steuerzahlenden) Bürger gewählt, der Rat hieß nun auch offiziell Senat. Außerdem gewährte die neue Verfassung (sogen. Neuner Verfassung) Gewaltenteilung, Trennung von Staat und Kirche, Pressefreiheit, Vereins- und Versammlungsrecht.
Im Preußisch-Österreichischen Krieg von 1866 blieben die Hansestädte Bremen, Hamburg und Lübeck zunächst gemeinsam neutral. (Die Sympathien der Hamburger Bürger wurden eher auf Seiten der Österreicher vermutet, weil Österreich im Gegensatz zu Preußen Hamburg in der Wirtschaftskrise von 1857 großzügig Finanzhilfe gewährt hatte.) Preußen legte Bündnisangebote vor und signalisierte gleichzeitig seinen Willen zur Besetzung der Städte, sollten sie sich eindeutig auf die Seite Österreichs schlagen. Schließlich stimmten alle drei Städte dem Bund mit Preußen zu.
Nachdem Preußen den Krieg erfolgreich beendet hatte, erweiterte es sein Territorium um Hannover und Schleswig-Holstein, so dass Hamburg nun ganz vom mächtigen Nachbarn umschlossen war. Mit den Verbündeten aus dem Krieg bildete Preußen den Norddeutschen Bund – einen Bundesstaat, dessen neue Verfassung der Hamburger Bürgerschaft im Jahre 1867 zur Abstimmung vorgelegt wurde. Die Verfassung fand am 15. Mai mit 136 gegen eine Stimme (bei vier Enthaltungen) Zustimmung, obwohl Hamburg dadurch deutlich an Souveränität verlor. Hamburg behielt allerdings vorläufig seine Zoll- und Gerichtshoheit sowie ein Freihafengebiet, das die nördlich der Elbe gelegenen Stadtteile sowie die Städte Altona und Wandsbek umfasste (die Vororte der drei Städte gehörten nicht zum Freigebiet). Als letzte Abwehrmaßnahme gegen den dominanten Nachbarn kaufte Hamburg die restlichen Anteile von Bergedorf im Jahre 1868 von Lübeck, nachdem es Gerüchte gegeben hatte, dass Preußen auch daran Interesse habe.

#### Militär
Die „Hanseatische Legion“ war eine 1813 in den Napoleonischen Kriegen von Oberst Tettenborn (1778–1854) parallel zu den Vorläufern des Bürgermilitärs gegründete Freiwilligentruppe. Sie kämpfte nicht zuletzt wegen der (berechtigten) Furcht des Hamburger Senats vor den zurückkehrenden Franzosen unter russischer Fahne, um keinen Vorwand für Vergeltungsmaßnahmen gegen die Stadt zu geben und setzte sich in der Folge nicht nur aus Hamburgern, sondern auch aus Bewohnern Bremens und Lübecks zusammen.
Ab 1815 setzte sich das Militär Hamburgs aus dem Bürgermilitär (Miliz) und dem stehenden Heer als Kontingent zum Bundesheer des Deutschen Bundes zusammen:
Das Hamburger Bürgermilitär, auch „Hanseatische Bürgergarde“ genannt, war eine 1814 gegründete und bis 1868 bestehende bürgerliche Wehrformation der Freien und Hansestadt Hamburg, die aus wehrpflichtigen Bürgern und Stadtbewohnern gebildet wurde. Daneben bestand das Hamburger Kontingent zum Bundesheer des Deutschen Bundes mit der Hamburger Garnison (Stadtmilitär). Mit dem Beitritt zum Norddeutschen Bund 1867 gab Hamburg seine Wehrhoheit auf und musste zunächst 2 Bataillone der Preußischen Armee aufnehmen. Die Mannschaften und Unteroffiziere des Stadtmilitärs wurden in das neue Infanterie-Regiment „Hamburg“ (2. Hanseatisches) Nr. 76 übernommen.

#### Wirtschaft

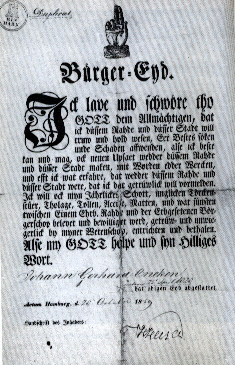
Hamburger Bürgereid 19. Jahrhundert, unterschrieben vom Begründer der Baptistengemeinden Johann Gerhard Oncken

Die Beendigung des Nordamerikanischen Unabhängigkeitskrieges im Jahre 1783 brachte Hamburg einen enormen wirtschaftlichen Aufschwung. Waren die hamburgischen Kaufleute bisher durch die Navigationsakte vom Direkthandel mit Übersee ausgeschlossen gewesen, so kamen nun Waren wie Tabak, Reis und Indigo auf direktem Weg aus den Häfen der amerikanischen Ostküste in die Hansestadt. Kaufleute wie John Parish, Georg Heinrich Sieveking oder Caspar Voght, die die Chancen der neuen Handelssparte frühzeitig erkannten, erzielten hohe Gewinne.
Mit dem Ausbruch des Ersten Koalitionskrieges im Jahr 1793 verhängte die Französische Republik ein Handelsembargo gegen Hamburg. Diese Maßnahme traf den Stadtstaat hart, denn Frankreich war zu dieser Zeit Hamburgs größter Wirtschaftspartner. Erst drei Jahre später gelang es Georg Heinrich Sieveking unter persönlichem Einsatz, einen neuen hamburgisch-französischen Handelsvertrag abzuschließen. Im darauffolgenden Jahr schlossen sich die ansässigen Seeversicherer im Verein Hamburger Assecuradeure zusammen. Zusammen mit dem Verein Bremer Seeversicherer e. V. unterhielt der Verein Hamburger Assecuradeure ein weltweites Netz von Havariekommissaren.
In einer kurzen aber heftigen Wirtschaftskrise im zweiten Koalitionskrieg 1799 gingen in der Stadt 152 Handelshäuser in Konkurs. Während der französischen Besatzung setzte sich der wirtschaftliche Niedergang fort, weil der Handel mit England in der Zeit nicht möglich war. Nach den napoleonischen Kriegen gewann Lateinamerika zunehmend Bedeutung für die Handelsaktivitäten der Hansestadt. An die wirtschaftliche Blütezeit vom ausgehenden 18. Jahrhundert konnte jedoch nicht angeknüpft werden. Unter anderem durch Staatsanleihen für den Wiederaufbau nach dem großen Brand wurde Hamburg 1850 – pro Kopf der Bevölkerung – der höchstverschuldete Staat Deutschlands.

#### Soziales

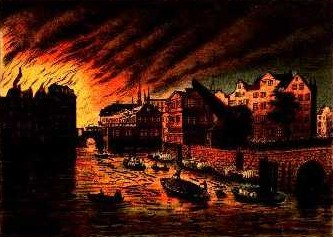
Bei der Zollenbrücke 1842

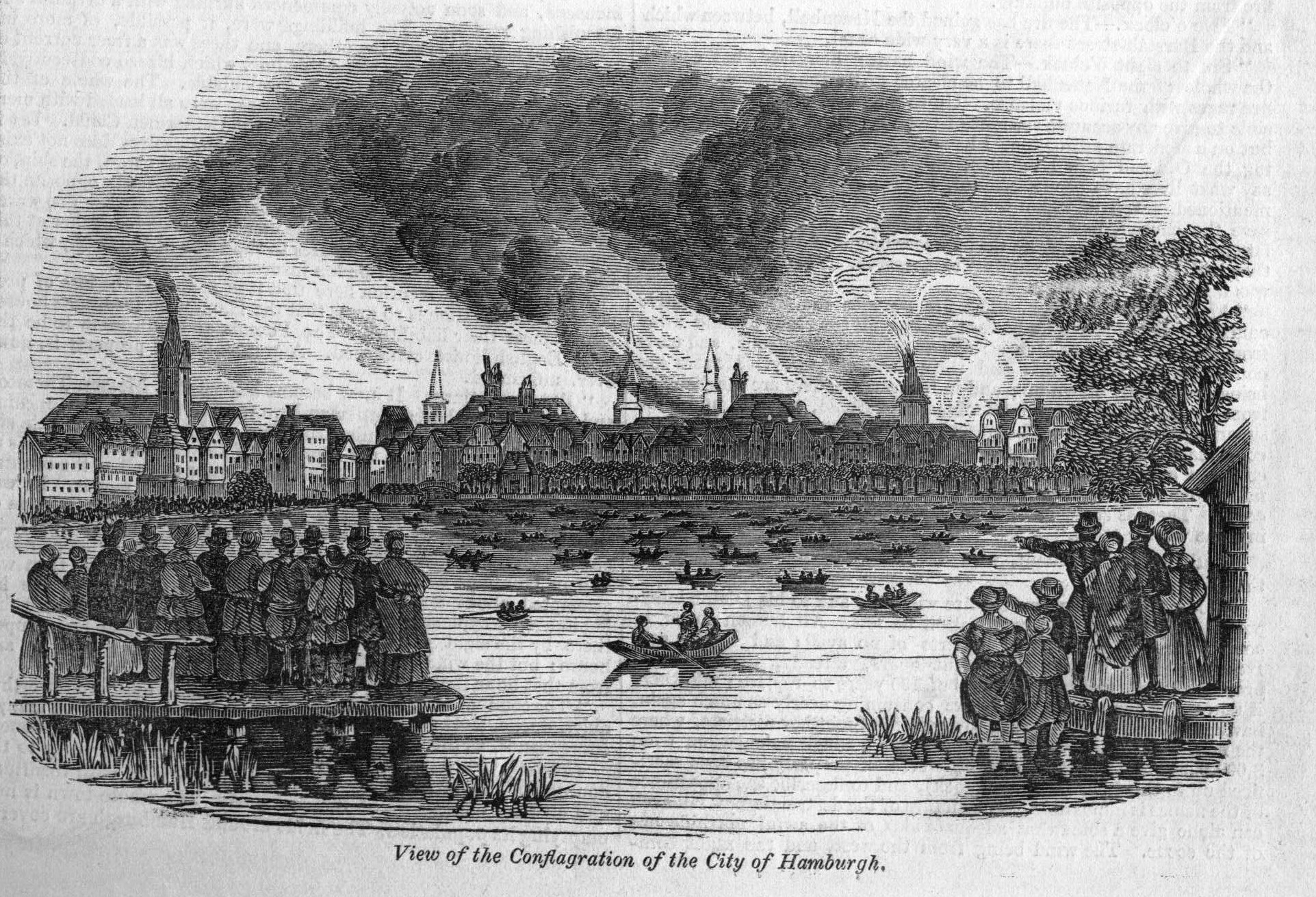
Zeichnung des Hamburger Brandes; erschienen 1842 in der Illustrated London News

Den durch die massive Zuwanderung entstandenen Problemen wurde unter anderem durch die Gründung des allgemeinen Krankenhauses St. Georg (1823), der Hamburger Sparkasse (1827 durch Abendroth) und des Rauhen Hauses (1833) begegnet. Außerdem wurde ein öffentliches Nahverkehrssystem aufgebaut (ab 1824). Zunächst wurde eine Droschkenlinie nach Altona angeboten, 1830 und 1840 folgten weitere Linien. Ab 1842 war es auch möglich, mit der Eisenbahn nach Bergedorf zu fahren. Bis 1871 kommen noch Linien nach Lübeck, Altona und Berlin dazu (siehe Schienenverkehr in Hamburg).
1814–1819 lernte der junge Heinrich Heine in Hamburg den Beruf des Kaufmannes. 1819 und 1830 kam es zu judenfeindlichen Ausschreitungen. Im Auftrag von Rat und Bürgerschaft wurde 1828 das Hammonialied als Hamburg-Hymne gedichtet. Johann Gerhard Oncken und sechs weitere Personen gründeten 1834 die erste deutsche Baptistengemeinde, die zur Keimzelle vieler kontinentaleuropäischer Baptistenkirchen wurde. Der Bundestag des Deutschen Bundes verbot 1835 die Schriften des Jungen Deutschland, deren wichtigster Verleger Julius Campe in Hamburg war. 1841 wurde erstmals das Das Lied der Deutschen auf dem Jungfernstieg öffentlich gesungen.
Der große Brand von 1842 vernichtete ein Viertel der Innenstadt, rund 4.000 Wohnungen, etwa 10 % der Bevölkerung wurden obdachlos. Nach der Katastrophe wurde mit dem Aufbau einer zentralen Wasserversorgung und eines Sielsystems begonnen. 1846 wurde erstmals nachts eine Straße mit Gaslaternen beleuchtet. Kurze Zeit nach der Verabschiedung der neuen Verfassung wurde Gabriel Riesser erster deutscher Oberrichter jüdischen Glaubens. Zum 1. Januar 1861 wurde die Torsperre aufgehoben, vier Jahre später der Zunftzwang. Im Mai 1849 kam Karl Marx nach Hamburg und traf Angehörige des Bundes der Kommunisten. Hamburg wurde in dieser Zeit ein bedeutender Umstiegsplatz für Auswanderer, vor allem in die Vereinigten Staaten. 1869 fand im Alten Elbpark die erste Internationale Gartenbauausstellung statt.

## Jüngere Geschichte

### Deutsches Reich
Nach der Reichsgründung beschleunigte sich das Bevölkerungswachstum Hamburgs noch einmal von knapp 300.000 Einwohnern beim Eintritt in das Reich bis etwa 1.000.000 beim Beginn des Ersten Weltkriegs. Sowohl die wirtschaftlichen als auch die sozialen Bedürfnisse der Zuwanderer wurden zwar ständig besser und in größerem Stile befriedigt (durch Bau- und Konsumgenossenschaften, Gewerkschaften, Arbeiterparteien, bürgerliche soziale Initiativen wie die Patriotische Gesellschaft und Sportvereine), doch weder besaßen die Zuwanderer das Wahlrecht noch erkannte der Senat in vollem Umfange die Bedeutung und Ausmaß der politischen sozialen und stadtplanerischen Aufgaben.

Gliederung Hamburgs um 1875, projiziert auf die heutigen Grenzen:
Stadt Hamburg mit St. Georg (seit 1868)
Vorstadt St. Pauli und 15 weitere „Vororte“
Landherrenschaft der Geestlande
Landherrenschaft der Marschlande
Landherrenschaft Bergedorf
nicht im Bild: Landherrenschaft Ritzebüttel (hamburgische Exklave an der Elbmündung)

Am 12. Juni 1871 beschloss die Hamburger Bürgerschaft eine Landgemeindeordnung, die 15 rund um den Hamburger Stadtkern gelegene und zur Stadt gehörende Orte zu Vororten erklärte, um sie dem bisherigen Landgebiet zu entziehen und unter unmittelbare städtische Verwaltung zu stellen. Die 15 Vororte waren Rotherbaum, Harvestehude, Eimsbüttel, Eppendorf, Winterhude, Barmbek, Eilbek, Uhlenhorst, Hohenfelde, Borgfelde, Hamm, Horn, Billwerder Ausschlag, Steinwerder und Kleiner Grasbrook. Noch heute dominiert die Architektur der Gründerzeit dort ganze Straßenzüge. Auch die Wirtschaft entwickelte sich weiter rasant; ständig wuchs der Bedarf an neuen Flächen für Büros, Fabriken und Lager in der Innenstadt. Der Umgestaltungsprozess der Stadt verstärkte sich noch einmal. Der Warenumschlag verlagerte sich aus der Innenstadt in das neu geschaffene Hafengebiet zwischen Norder- und Süderelbe. Es verschwanden gewachsene Stadtviertel, die durch kleinteilige Betriebe und arbeitsnahes Wohnen geprägt gewesen waren, und machten der Aufteilung in reine Wohn- und reine Gewerbegebiete Platz, wie sie noch heute das Stadtbild prägen. Die Hafenerweiterung mit dem neuen Freihafen und der Speicherstadt ist ein Beispiel für diese Entwicklung. Sie ist zugleich das wirtschaftliche und städtebauliche Kernprojekt Hamburgs jener Jahre.
Außerdem profitierte Hamburgs Überseehandel von dem einsetzenden Kolonialismus des Deutschen Reiches und die Werften von der Kaiserlichen Marine und dem Aufkommen der Dampfschiffe. Trotz der sich stark entwickelnden Wirtschaft lebte die breite Bevölkerung im wirtschaftlichen Elend und in sozialer Not. Die Cholera wütete im überfüllten Gängeviertel. Streiks und Aufruhr (Emeuten) forderten Tote und Verletzte. Der Senat konzentrierte sich auf die Förderung der Wirtschaft und vernachlässigte die Modernisierung des politischen Systems. So kam es zu der Situation, dass ab 1890 einerseits das Leitungsgremium der deutschen Gewerkschaften seinen Sitz in der Stadt hatte (und 25 der 58 Einzelverbände der Gewerkschaften), andererseits der Senat gemäß der Verfassung von 1860 durch Handeltreibende und Reeder dominiert wurde. Von der politischen Richtung her blieb der Senat daher großbürgerlich geprägt, während die Hamburger Direktmandate zum Reichstag ab 1890 durchgehend von Sozialdemokraten vertreten wurden (u. a. 20 Jahre von August Bebel, der die Stadt Hauptstadt des sozialistischen Deutschlands nannte).
In der Zeit verstärkte sich maßgeblich durch Betreiben von Albert Ballin (HAPAG) auch der Strom der Menschen, die über den Hamburger Hafen auswanderten (über 90 Prozent von ihnen in die Vereinigten Staaten).
Der Begriff Tor zur Welt für den Hamburger Hafen bekam in dieser Zeit einen neuen Sinn: Er war Tor für die Ein- und Ausfuhr von Waren und für ein neues Leben auf einem anderen Kontinent.
Von 1815 bis 1934 verließen 50 Millionen Menschen Europa, 5 Millionen davon via Hamburg (übertroffen nur von Bremen).

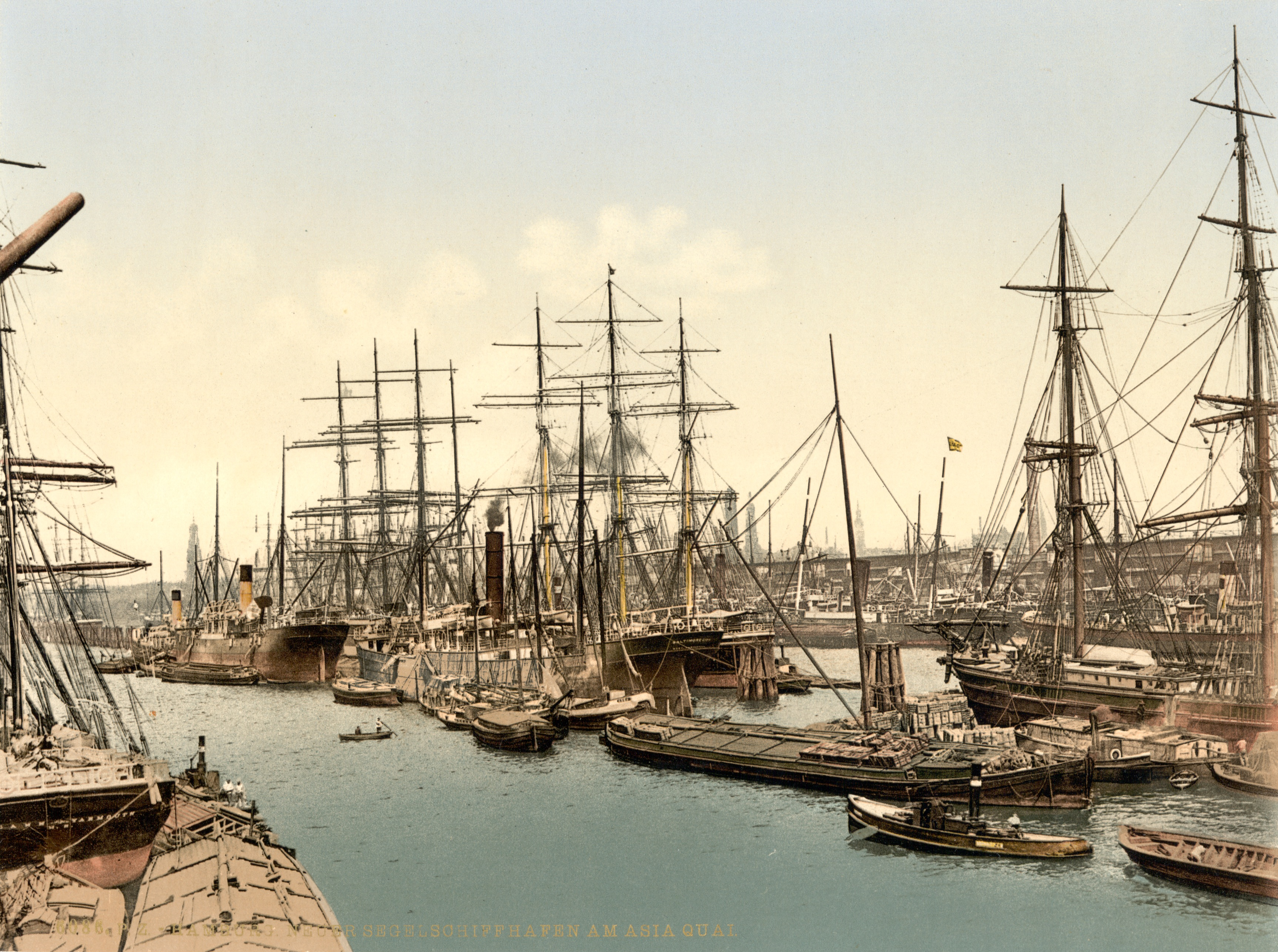
Segelschiffhafen am Asia-Quai um 1895

Im Ersten Weltkrieg 1914–1918 kam die Wirtschaft in Hamburg durch die Seeblockade größtenteils zum Erliegen. Mehrere Zehntausend Hamburger wurden als Soldaten getötet, in der Heimat herrschte trotz aller Bemühungen Hunger und Mangel. Während der sich anschließenden Novemberrevolution 1918/1919 wurde Hamburg zeitweilig von einem Arbeiter- und Soldatenrat regiert. Er beschloss ein freies, gleiches und geheimes Wahlrecht und ordnete Neuwahlen zur Bürgerschaft für den 16. März 1919 an.

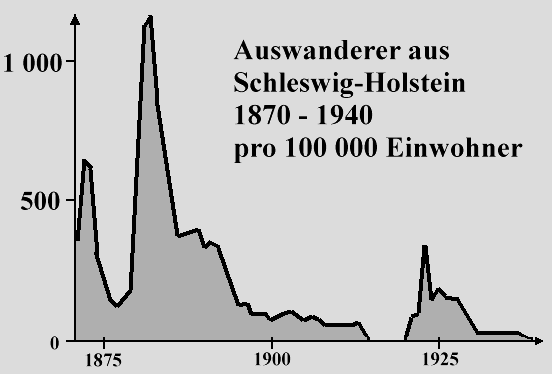
Auswanderung am Beispiel Schleswig-Holstein 1870–1940 (schematisch)

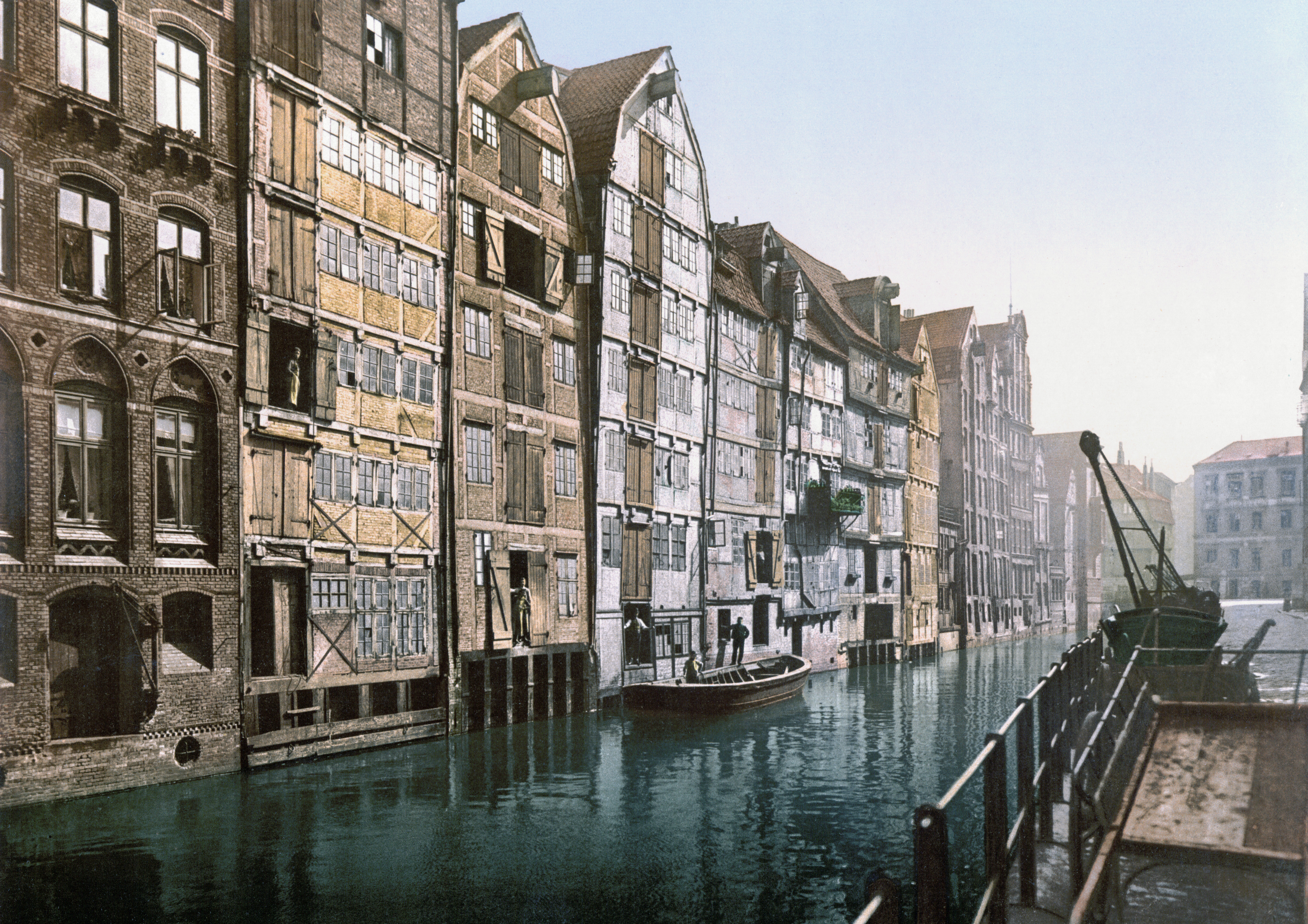
Holländischer Brook um 1895

#### Politik
1871 wurde Hamburg ein Bundesstaat des Deutschen Reiches. Es blieb aber zunächst zollrechtlich selbständig; es war zollrechtlich weiterhin Ausland. Im Bundesrat hatte es wie Bremen und Lübeck eine Stimme.
Bismarck wollte die staatliche Einheit vollenden und handelte 1881 mit der (sich zunächst der zollrechtlichen Eingliederung hartnäckig widersetzenden) Stadt den Beitritt zum 15. Oktober 1888 aus. Neben der siebenjährigen Frist erhielt Hamburg als Ausgleich von Preußen 16 km² Land beiderseits der Elbe zur Errichtung eines neuen Freihafens außerhalb der Innenstadt.
Während der Geltung des Sozialistengesetzes war in Hamburg und Altona eines der sechs Belagerungsgebiete im Reich. Vierzig Prozent aller in der Geltungszeit von 1880 bis 1890 verbannten Personen stammten aus Hamburg und seiner Umgebung. Unter der staatlichen Repression wuchsen auch in Hamburg SPD und Gewerkschaften eng zusammen und gewannen neue Anhängerschaft, unter anderem durch Zuwanderung aus anderen Teilen des Reiches.
Seit 1890 wurden alle drei Hamburger Mandate im Reichstag von Sozialdemokraten ausgeübt. Im Gegensatz dazu verhinderte das alte Landeswahlrecht den Einzug der Sozialdemokraten in die Bürgerschaft. Die politisch weniger organisierten Bürgerlichen beherrschten die Landespolitik. Hamburger Kaufleute wie Adolph Woermann und die Handelskammer Hamburg spielten eine große Rolle in den kolonialen Aktivitäten des Reiches; man vermutet heute mehr geschäftliche als kolonialpolitische Motive.
Hamburg empfing mit Pomp am 19. Juni 1895, während eines der sogenannten Kaisertage, Kaiser Wilhelm II. Am 26. Oktober 1897 wurde nach 44 Jahren Planung und 11 Jahren Bauzeit das noch heute genutzte Hamburger Rathaus eingeweiht. In den folgenden beiden Jahren zogen erstmals Vertreter der antisemitischen Deutschsozialen Reformpartei in die Bürgerschaft ein.
1906 kam es in Hamburg zum ersten politischen Generalstreik in Deutschland, als die Bürgerschaft das Wahlrecht zugunsten der Besserverdienenden veränderte. Nach Kundgebungen der SPD strömten am 17. Januar 1906 (dem „Roten Mittwoch“) mehrere zehntausend Menschen in die Innenstadt. Ein starkes Polizeiaufgebot stand bereit. Es gab mehrstündige schwere Ausschreitungen (ein Todesopfer und viele Verletzte). Wie sehr sich der maßgebliche Teil der Bevölkerung Hamburgs inzwischen mit dem Deutschen Reich identifizierte, zeigt beispielhaft die Errichtung des 35 m hohen Bismarck-Denkmales im Alten Elbpark (Helgoländer Allee) im selben Jahr. Über die Frage, ob man der von der Reichsregierung gewünschten Burgfriedenspolitik zustimmen solle oder ob man gegen den Krieg agieren sollte, spaltete sich im Ersten Weltkrieg auch in Hamburg die Arbeiterbewegung in die Mehrheits-SPD, die Unabhängige SPD (USPD) und den Spartakusbund (später KPD). Die SPD versuchte (gemeinsam mit den Bürgerlichen) den Mangel im Krieg zu verwalten; USPD und Linksradikale nahmen in Hamburg an der Novemberrevolution aktiv teil und stellten den Arbeiter- und Soldatenrat, der am 6. November 1918 vom Senat als oberstes Regierungsorgan faktisch anerkannt wurde.
Nach zwei Tagen Aufruhr mit zehn Toten endete das Blutvergießen; der Arbeiter- und Soldatenrat regierte bis zu den ersten freien, gleichen und geheimen Bürgerschaftswahlen (16. März 1919).

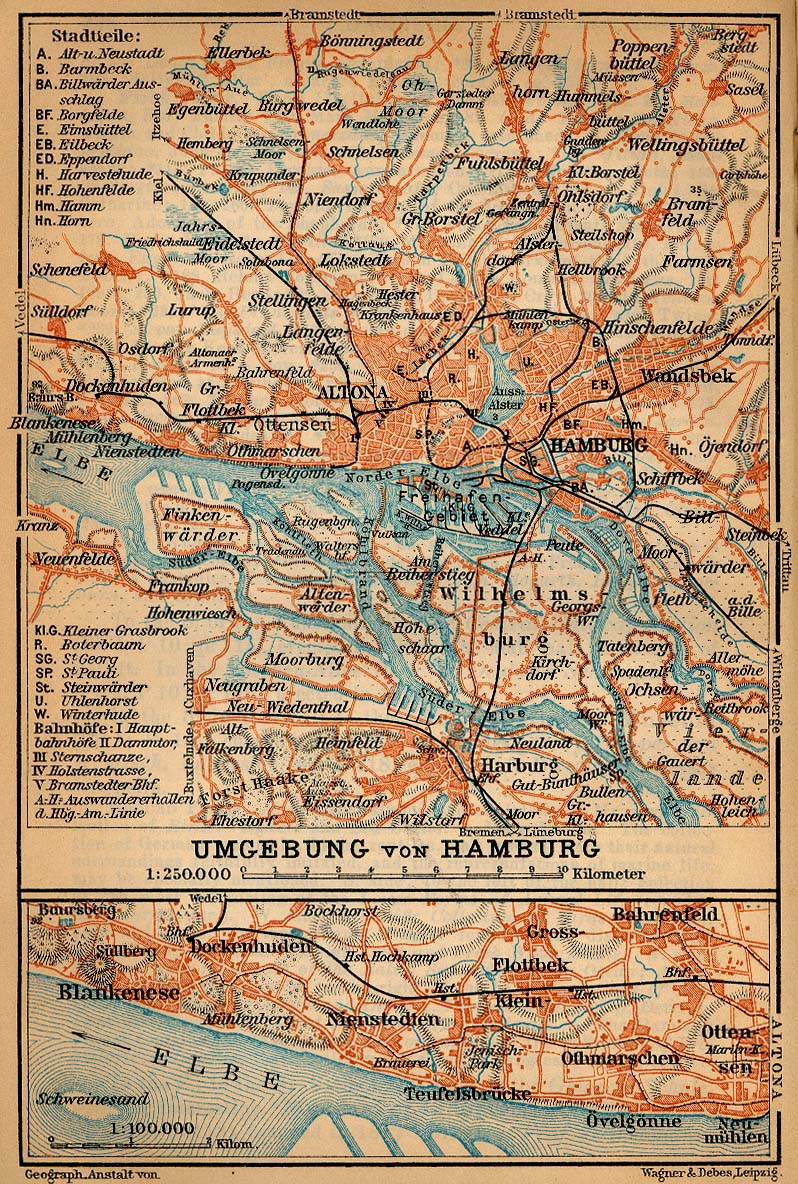
Besiedelung, Verkehrsnetz 1910

#### Wirtschaft
Die Zeit im Deutschen Reich war gekennzeichnet durch großen technischen Fortschritt, Expansion der Industrie (in Hamburg besonders des Dampfschiffbaus und -betriebs durch Blohm & Voss und der HAPAG unter Albert Ballin) sowie anhaltender Arbeitskämpfe um bessere Arbeits-, Lebens- und Ausbildungsbedingungen. 1872 wurde mit der Einweihung der Elbbrücken die Hamburg-Venloer Bahn vollendet und damit eine durchgehende Verbindung Hamburg – Paris geschaffen. Neun Jahre später hielt mit der Inbetriebnahme der ersten Vermittlungsstelle am 16. April 1881 mit anfangs 206 Teilnehmern das Telefonnetz Einzug in die Hansestadt. Als eine der ersten Städte im Kaiserreich begann Hamburg 1882 die Elektrifizierung mit der Aufstellung von Kohlebogenlampen für die Straßenbeleuchtung. Die Hamburger Luftschiffhallen GmbH (HLG) eröffneten 1911 einen Luftschiffhafen, aus dem der heutige Flughafen Hamburg-Fuhlsbüttel hervorging. Der mit dem Königreich Preußen vereinbarte Hafenausbau erlebte 1885–1888 mit dem Bau der Speicherstadt seine wichtigste Phase. Sowohl einfache Quartiere als auch Kaufmannsvillen waren für das Projekt abgerissen worden und 20.000 Menschen in Neubaugebiete am Stadtrand umgesiedelt worden (Ottensen, Eimsbüttel, Barmbek). Durch kleinere Abschwungphasen unterbrochen, wuchsen Hamburger Wirtschaft und Handel weiter, auch durch die von Kaiser Wilhelm II. forcierte Flottenrüstung, und sorgten für Zuversicht und Selbstbewusstsein im anbrechenden 20. Jahrhundert. Diese Stimmung fand im Ersten Weltkrieg ein Ende, als die britische Seeblockade den Hamburger Handel stark behinderte.

#### Soziales
Viele der noch heute stadtbekannten Lokalitäten wurden in dieser Zeit gegründet wie unter anderem Carl Hagenbecks Tierpark (1874), der Ohlsdorfer Friedhof (1877), Santa Fu, das Gefängnis in Fuhlsbüttel (1879), der Hauptbahnhof (1906), die Laeiszhalle (1908), die Gerichtsgebäude am Sievekingplatz (1882–1912), der (alte) Elbtunnel (1911) und St. Pauli-Landungsbrücken (1909), die Hamburger U-Bahn (1912), das Tropeninstitut am Hafen und der Stadtpark (1914), das Curiohaus (1911) und andere mehr. Darüber hinaus prägte von 1906 an Fritz Schumacher 24 Jahre als Baudirektor der Stadt den traditionalistischen Klinkerstil, der das Stadtbild immer noch kennzeichnet. Beispiele sind Kontorhäuser, wie das Chilehaus (1924) und ganze Wohnviertel wie die Jarrestadt (1929) und die Dulsberg-Siedlung (1930). Auch die Kanäle („Fleete“) wurden in der Form hergerichtet, die sie noch heute haben. Nach einem Brand 1906 wurde die Michaeliskirche (der Michel) bis 1912 wieder aufgebaut. 1880 wurde das Hamburger Theologische Seminar der Baptisten gegründet.
1892 erkrankten während der Cholera-Epidemie 16.956 Einwohner, 8.605 davon starben. Hamburg wurde aus Sicherheitsgründen zeitweise vom Umland isoliert. Der Schmutz, die Armut und die schlechten hygienischen Verhältnisse im Gängeviertel entsetzen Besucher der Stadt, so dass die Stadtverwaltung beschloss, große Teile von ihnen abreißen zu lassen. Stattdessen entstanden Prestigebauten wie das Hamburger Rathaus und die Mönckebergstraße.
Der größte Streik dieser Zeit ereignete sich 1896, als ein Ausstand der Hafenarbeiter sich zum Generalstreik ausweitete, an dem bis zu 16.000 Personen teilnahmen und der elf Wochen dauerte. 1910 arbeitet Emil Nolde vier Wochen in Hamburg. Im Ersten Weltkrieg kamen 34.519 Hamburger als Soldaten ums Leben. 1920 gründete der Senat (auch im Interesse der Beschäftigung Kriegsversehrter) die Hamburger Werkstatt für Erwerbsbeschränkte. 23.000 Kriegswaisen waren nach dem Kriegsende in Hamburg registriert.

### Weimarer Republik

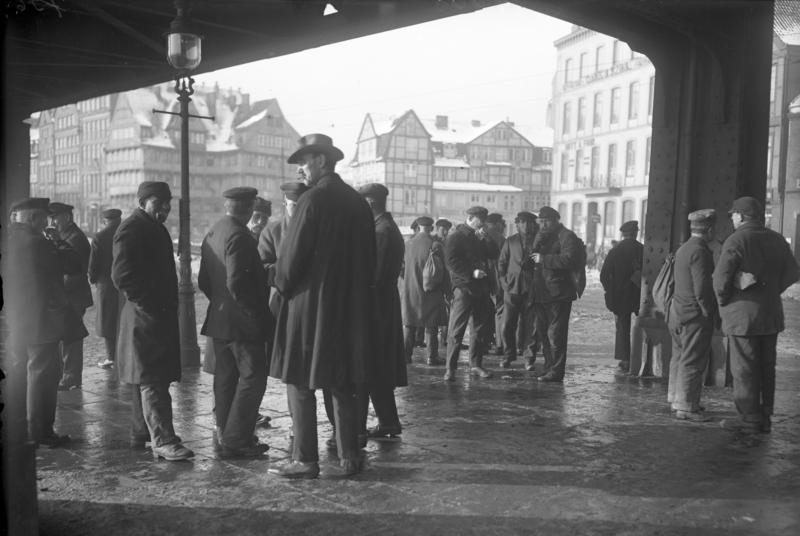
Arbeitslose Hafenarbeiter, 1931

Am 16. März 1919 fanden die ersten freien demokratischen Bürgerschaftswahlen statt. Die SPD erreichte dabei 50,5 % der Stimmen. Werner von Melle wurde zum Ersten Bürgermeister und Präsidenten des Senats gewählt. Am 28. März beschloss die neue Bürgerschaft die Gründung einer Volkshochschule sowie der Universität. Das bereits 1911 fertiggestellte Vorlesungsgebäude des traditionsreichen Allgemeinen Vorlesungswesens wurde Sitz der Lehranstalt. Im neuen Reichsrat hatte die Hansestadt zwei Stimmen. Im Juni 1919 ereigneten sich die Sülzeunruhen, im Oktober 1923 fand der Hamburger Aufstand statt. Anders als im Reichsgebiet war die Hamburger Landesregierung in der Weimarer Zeit stabil, was darauf zurückgeführt wird, dass einerseits die bürgerlichen Parteien von der SPD stets an der Regierung beteiligt wurden, andererseits war die Hamburger SPD durch den engen Kontakt zu den Gewerkschaften in Hamburg eher pragmatisch als radikal ausgerichtet. Bei den Bürgerschaftswahlen am 27. September 1931 bekam die NSDAP 26,3 % der Stimmen und wurde zweitstärkste Kraft hinter der SPD mit nur noch 27,8 %. Der Senat erklärte nach der Niederlage seinen Rücktritt, verblieb aber bis März 1933 geschäftsführend im Amt, da trotz einer weiteren Wahl im Jahr 1932 keine Regierungskoalition zustande kam.

#### Ergebnisse der Bürgerschaftswahlen in der Weimarer Republik
| Jahr | USPD            | KPD              | SPD              | DDP              | DVP              | Zentrum        | CSVD           | DNVP             | VSB            | NSDAP            | HWB            | GeWb           | Gt             | WP             | Abel          | MSUWB          | VRP           |
| ---- | --------------- | ---------------- | ---------------- | ---------------- | ---------------- | -------------- | -------------- | ---------------- | -------------- | ---------------- | -------------- | -------------- | -------------- | -------------- | ------------- | -------------- | ------------- |
| 1919 | 8,07 % 13 Sitze | –                | 50,46 % 82 Sitze | 20,47 % 33 Sitze | 8,60 % 13 Sitze  | 1,20 % 2 Sitze | –              | 2,86 % 4 Sitze   | –              | –                | 5,60 % 9 Sitze | 2,45 % 4 Sitze | –              | –              | –             | –              | –             |
| 1921 | 1,43 % 2 Sitze  | 11,04 % 17 Sitze | 40,62 % 67 Sitze | 14,10 % 23 Sitze | 13,90 % 23 Sitze | 1,23 % 2 Sitze | –              | 11,27 % 18 Sitze | –              | –                | 3,51 % 5 Sitze | 2,25 % 3 Sitze | –              | –              | –             | –              | –             |
| 1924 | –               | 14,70 % 24 Sitze | 32,44 % 53 Sitze | 13,22 % 21 Sitze | 14,00 % 23 Sitze | 1,59 % 2 Sitze | –              | 16,96 % 28 Sitze | 2,53 % 4 Sitze | –                | –              | –              | 1,27 % 2 Sitze | –              | 0,65 % 1 Sitz | 1,31 % 2 Sitze | –             |
| 1927 | –               | 16,99 % 27 Sitze | 38,15 % 63 Sitze | 10,06 % 16 Sitze | 11,17 % 18 Sitze | 1,51 % 2 Sitze | –              | 15,23 % 25 Sitze | –              | 1,50 % 2 Sitze   | –              | –              | –              | 4,19 % 6 Sitze | –             | –              | 1,20 % 1 Sitz |
| 1928 |                 | 16,65 % 27 Sitze | 35,94 % 60 Sitze | 12,76 % 21 Sitze | 12,46 % 20 Sitze | 1,37 % 2 Sitze | –              | 13,70 % 22 Sitze | –              | 2,15 % 3 Sitze   | –              | –              | –              | 2,93 % 4 Sitze | –             | –              | 0,82 % 1 Sitz |
| 1931 |                 | 21,86 % 35 Sitze | 27,81 % 46 Sitze | 8,70 % 14 Sitze  | 4,79 % 7 Sitze   | 1,40 % 2 Sitze | 1,41 % 2 Sitze | 5,61 % 9 Sitze   | –              | 26,25 % 43 Sitze | –              | –              | –              | 1,47 % 2 Sitze | –             | –              | –             |
| 1932 |                 | 15,97 % 26 Sitze | 30,23 % 49 Sitze | 11,24 % 18 Sitze | 3,18 % 5 Sitze   | 1,34 % 2 Sitze | 1,03 % 1 Sitz  | 4,32 % 7 Sitze   | –              | 31,23 % 51 Sitze | –              | –              | –              | 0,65 % 1 Sitz  | –             | –              | –             |

### Zeit des Nationalsozialismus

#### Machtübernahme in Hamburg und Gleichschaltung

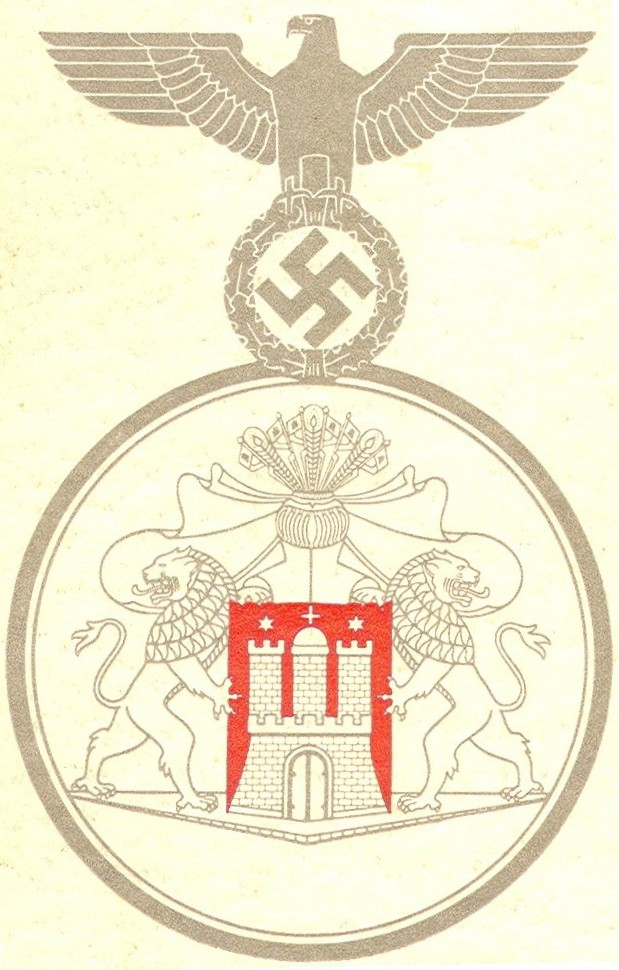
Wappen Hamburgs während des Nationalsozialismus

Nach dem Tag von Potsdam und ihrem Wahlsieg bei der höchstens halbfreien Reichstagswahl März 1933 setzte die Nationalsozialistische Deutsche Arbeiterpartei mit der Deutschnationalen Volkspartei und dem Stahlhelm, Bund der Frontsoldaten die Länder unter Druck, um die demokratischen Regierungen dort zu Fall zu bringen. So auch in Hamburg, wo am 3. März die drei SPD-Senatoren aus Protest gegen den durch Reichsinnenminister Wilhelm Frick ausgeübten Druck zurücktraten. Zwei Tage später erklärte auch der schwer kranke Bürgermeister Carl Wilhelm Petersen von der Deutschen Staatspartei seinen Rücktritt, am 6. März folgte ihm der Senator Paul de Chapeaurouge (Deutsche Volkspartei). Die Bürgerschaft wählte am 8. März mit Beteiligung von DNVP, DVP und DStP einen neuen nationalsozialistisch geführten Senat. Zum Ersten Bürgermeister wählte der Senat das NSDAP-Mitglied Carl Vincent Krogmann, der dieses Amt bis 1. April 1938 innehatte, mit diesem Datum wurde der Senat aufgelöst und das Amt des Ersten Bürgermeisters abgeschafft. Am 28. Juni 1933 fand die letzte Sitzung der Bürgerschaft statt.
Hamburg wurde einem Reichsstatthalter unterstellt, zu dem am 16. Mai Karl Kaufmann bestimmt wurde, der auch Gauleiter des NSDAP-Gaus Hamburg war. Diese Gauleitern unterstellten Parteibezirke entsprachen den früheren Reichstagswahlkreisen. Im heutigen Stadtgebiet Hamburgs befanden sich anfangs außerdem die Sitze der Gauleitungen Schleswig-Holsteins (in der Stadt Altona) und Ost-Hannovers (in der Stadt Harburg-Wilhelmsburg), dessen Fläche grob dem ehemaligen niedersächsischen Regierungsbezirk Lüneburg entsprach. Sie wurden jedoch später nach Kiel bzw. Lüneburg verlegt.

#### Verfolgung von Minderheiten und Regimegegnern
Auch Hamburger Bürger wurden im Zuge der Umsetzung der nationalsozialistischen rassenideologischen Konzepte in Kooperation zahlreicher regionaler mit zentralstaatlichen Instanzen erfasst, entrechtet, vertrieben, ermordet oder in den Suizid getrieben. Die Zahl der in Hamburg lebenden Juden sank von etwa 22.000 Mitte der 1920er Jahre auf etwa 19.400 Anfang 1933. Wie an zahlreichen anderen Orten Deutschlands wurden sie auch in Hamburg Opfer von Ausgrenzung, Entrechtung und unmittelbarer Verfolgung: auf den Judenboykott und das Berufsbeamtengesetz im April 1933 folgten unter anderem die Nürnberger Rassegesetze im September 1935 und die Reichspogromnacht im November 1938. Zu den in Hamburg lebenden Juden, denen nach 1938 noch die Emigration aus Deutschland gelang, gehörte auch Kurt Juster.
Im Februar 1939 wurden jüdische Bürger per Gesetz zum Verkauf ihres Silbers und Schmucks gezwungen. In Hamburg wurden 20 Tonnen zu einem Zehntel des Wertes konfisziert und eingeschmolzen. Nur Antiquitäten wurden erhalten. Im Museum für Kunst und Gewerbe Hamburg sind entsprechende Kunstgegenstände als Raubgut kenntlich gemacht. Provenienzforschung strebt ihre Rückgabe (Restitution) an. Beginnend im Oktober 1941 wurden 5.296 jüdische Bürger in 17 Transporten verschleppt; andere begingen Suizid, wurden aus westeuropäischen Fluchtländern deportiert oder fielen anderen Verfolgungsmaßnahmen wie der Aktion T4 zum Opfer. Unter Beteiligung des lokalen Reserve-Polizei-Bataillons 101 und örtlicher Dienststellen von Polizei und Finanzbehörden kam es zu folgenden größeren „Aktionen“: am 25. Oktober wurden 1.034 Hamburger als Juden in das Ghetto Litzmannstadt deportiert. Am 8. November wurden weitere 990 Hamburger in einem Zug nach Minsk deportiert. Am 18. November 408 Bürger gemeinsam mit 500 Juden aus Bremen ebenfalls nach Minsk deportiert und am 4. Dezember 1941 808 Hamburger Juden nach Riga. Insgesamt starben 8.877 Hamburger Juden. Nach der Befreiung 1945 zählte man in Hamburg noch 647 Juden. Auch in Hamburg wurden zahlreiche Roma aus Gründen der Rasse Opfer der nationalsozialistischen Zigeunerverfolgung.
Ferner wurden politische und andere weltanschauliche Gegner und Abweichler, aus rassehygienischen und bevölkerungssanitären Gründen unterschiedliche Gruppen von „Asozialen“ sowie Homosexuelle verfolgt, inhaftiert und viele von ihnen ermordet. Unter den 1.417 Opfern politischer Verfolgung waren auch 20 Abgeordnete der Bürgerschaft Hamburg. Nicht nur Hamburger wurden im Stadtgebiet ermordet, allein im Konzentrationslager Neuengamme fanden 1938–1945 etwa 55.000 Menschen den Gewalttod. Nach dem Zusammenbruch des NS-Regimes wurden etwa 8.500 ermordete Hamburger als Opfer des Nationalsozialismus anerkannt.
Zum KZ Neuengamme gehörten einige Nebenlager im Stadtgebiet.
7276 (Stand: Juli 2025) Stolpersteine erinnern in Hamburg an die Opfer der Nationalsozialisten.

#### Bildung Groß-Hamburgs

Gebiets Hamburgs nach dem Inkrafttreten des Groß-Hamburg-Gesetz:
vorherige Stadt Hamburg
vorherige Stadt Bergedorf (zum Land Hamburg seit 1868)
bisherige, verbliebene Hamburger Landgebiete
hinzugekommene Stadt Altona
hinzugekommene Stadt Wandsbek
hinzugekommene Stadt Harburg-Wilhelmsburg
hinzugekommene Landgemeinden

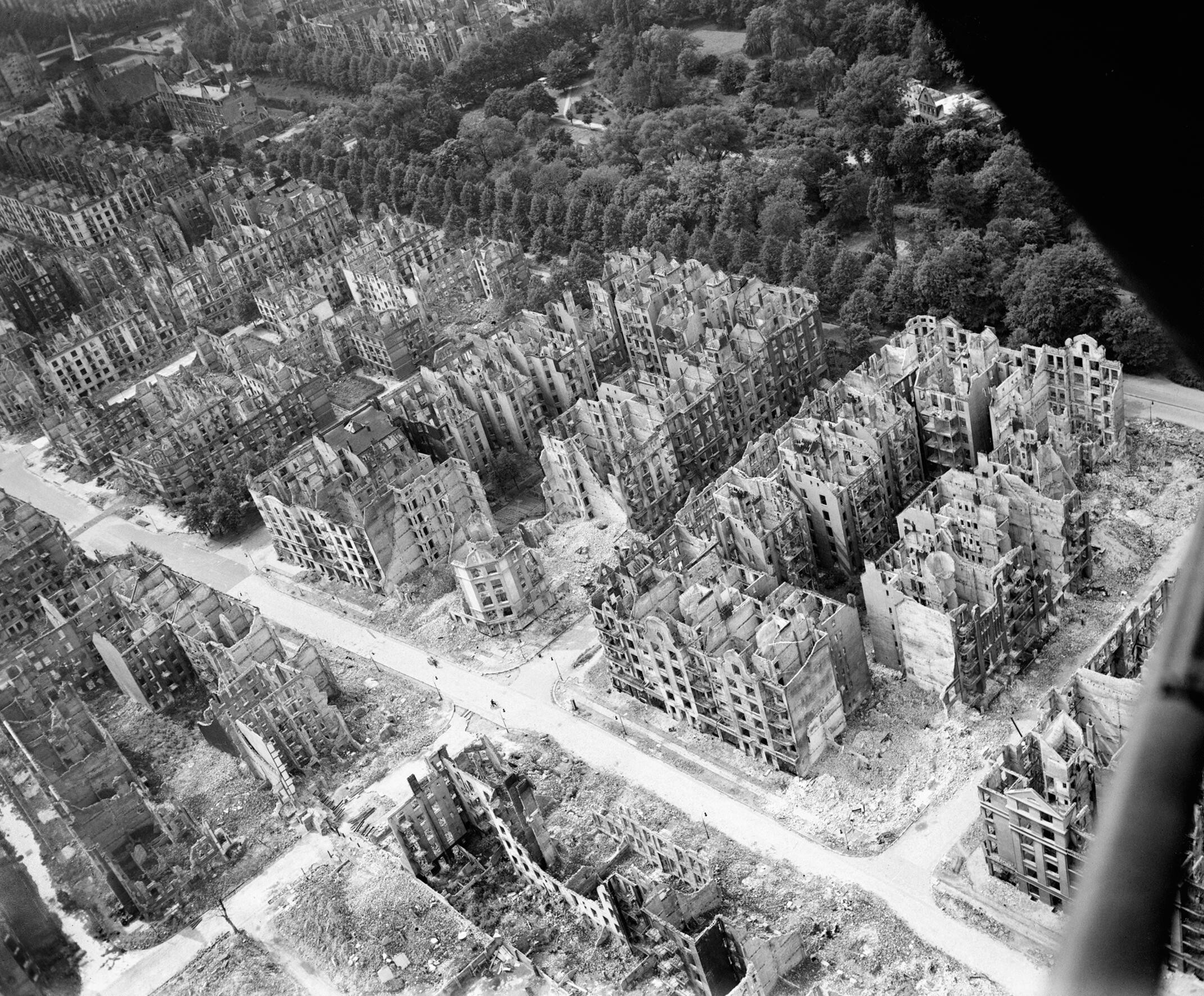
Zerstörtes Hamburg

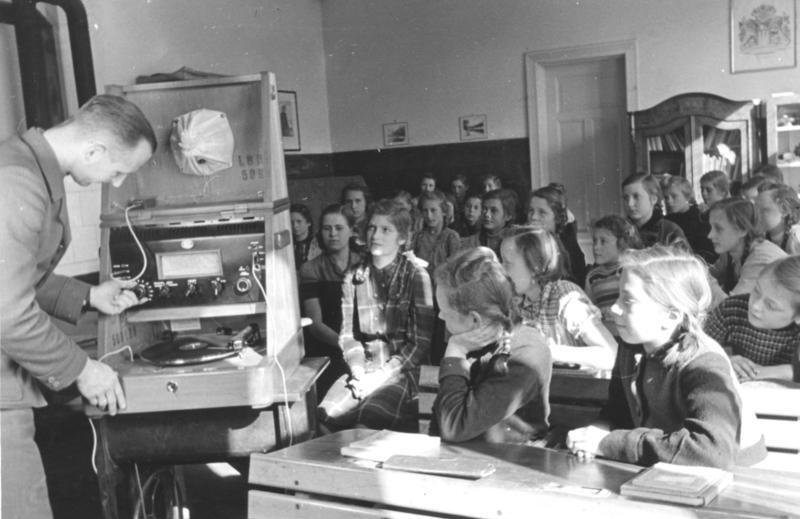
Schülerinnen hören eine Schulfunksendung 1949

Mit dem am 1. April 1937 in Kraft getretenen Groß-Hamburg-Gesetz vom 26. Januar 1937 ergaben sich für die Hansestadt große territoriale Veränderungen, die bis heute gültig sind. Das Groß-Hamburg-Gesetz war bereits in den 1920er-Jahren in vielen verschiedenen Fassungen vorgeschlagen worden, eine Umsetzung scheiterte aber stets an den divergierenden Interessen der davon Betroffenen. 1937 gingen dann die Stadtkreise Altona, Wandsbeck (Wandsbek) und Harburg-Wilhelmsburg sowie zahlreiche Gemeinden von Preußen auf das Land Hamburg über. Dieses hatte, trotz des Verlustes früher hamburgischer Gebiete (u. a. Cuxhaven, Geesthacht), nunmehr eine zusammenhängende Gesamtfläche von 755 km² statt zuvor von 415 km². Mit Wirkung vom 1. April 1938 wurden alle Gemeinden im Land Hamburg zu einer einzigen Gemeinde Hansestadt Hamburg zusammengeschlossen. „Mit einem Federstrich“ hatte Adolf Hitler die Stadt zur Metropole gemacht. Die nationalsozialistische Führung Hamburgs ernannte Hitler und Hermann Göring zu Ehrenbürgern. Das Groß-Hamburg-Gesetz regelte auch eine Reihe weiterer Gebietsveränderungen. Besonders hervorzuheben ist, dass die Stadt Lübeck ihre 711 Jahre alte territoriale Eigenständigkeit verlor und der preußischen Provinz Schleswig-Holstein zugeordnet wurde. Der zum Freistaat Oldenburg gehörende Landesteil Lübeck wurde Kreis Eutin in der Provinz Schleswig-Holstein.

#### Zweiter Weltkrieg
Am 1. September 1939 begann die Wehrmacht den Überfall auf Polen. Im folgenden Zweiten Weltkrieg wurde Hamburg durch Luftangriffe schwer getroffen. Die Angriffe – vorwiegend der Royal Air Force – im Juli/August 1943 (Operation Gomorrha) zerstörten etwa ein Drittel aller Gebäude, verletzten etwa 125.000 und töteten 40.000 bis 50.000 Menschen. Ein Teil der Verletzten wurde zu Kriegsversehrten. Bis zum Kriegsende warfen bei 213 Luftangriffen etwa 17.000 Flugzeuge ungefähr 101.000 Sprengbomben und 1,6 Millionen Brandbomben auf die Stadt ab. Von den knapp 564.000 Wohnungen in Hamburg vor Kriegsbeginn blieben nur rund 20 Prozent unbeschädigt. 900.000 Menschen wurden obdachlos (Ausgebombte wurden 1943 teilweise bis nach Graz und Ostpreußen evakuiert). Auch die Hafenanlagen wurden weitgehend zerstört. Da Deutschland nicht kapitulierte, eroberten die Alliierten Deutschland.
Am 29. April nahmen Hermann Burchard als Divisionsarzt, Albert Schäfer (Unternehmer) als Direktor der Phoenix-Werke und Leutnant Otto von Laun als Dolmetscher Kontakt mit den britischen Streitkräften südlich von Harburg auf, um zu erreichen, dass die Phönix-Werke nicht mehr beschossen würden. Sie waren legitimiert als Mitglieder der Parlamentärkommission durch Ausweise des Kampfkommandanten von Hamburg Alwin Wolz. Die Phönix-Werke dienten als Lazarett für deutsche Soldaten und britische Kriegsgefangene. Die Parlamentäre gingen mit einer weißen Fahne 1,5 bis 2 Kilometer entlang der B 75 durch das Niemandsland auf die britischen Stellungen zu. Auf britischer Seite erklärte sich Hauptmann P. Martin Lindsay bereit, die Phönix-Werke nicht mehr zu beschießen und übergab Albert Schäfer zwei Schreiben an General Alwin Wolz mit, mit der Aufforderung zur bedingungslosen Kapitulation Hamburgs. Schäfer überbrachte die Schreiben am 30. April an Wolz in der Kampfkommandantur am Rothenbaum.
Anfang Mai 1945 waren sich der Kampfkommandant Alwin Wolz und der Gauleiter Karl Kaufmann einig über die aussichtslose Lage Hamburgs. Auch Reichspräsident Karl Dönitz, der sich mit der letzten Reichsregierung nach Flensburg-Mürwik abgesetzt hatte, stimmte einer kampflosen Übergabe Hamburgs zu. Am 3. Mai begleitete Wolz die von Hans Georg von Friedeburg geleitete deutsche Delegation zum britischen Hauptquartier bei Lüneburg. In der Villa Möllering unterschrieb Wolz sogleich die Bedingungen zur Übergabe der Stadt. Erst am Folgetag wurde die durch Karl Dönitz autorisierte Teilkapitulation für die deutschen Streitkräfte in Nordwestdeutschland, Holland, Dänemark und Schleswig-Holstein von der deutschen Delegation auf dem Timeloberg südlich von Lüneburg unterschrieben. Am Nachmittag des 3. Mai 1945 marschierten die britischen Soldaten in Hamburg ein. Karl Kaufmann wurde am 4. Mai verhaftet, Wolz ebenfalls, Bürgermeister Krogmann eine Woche später. Die Briten begannen alle Bereiche des öffentlichen Lebens zu kontrollieren. Der erste Stadtkommandant Hamburgs war Harry William Hugh Armytage. Am 4. Mai 1945 entstand auf Veranlassung der britischen Militärregierung Radio Hamburg. Dieses ging am 22. September 1945 im Nordwestdeutschen Rundfunk auf.

### Bundesland der Bundesrepublik Deutschland

Tabellarische Übersicht über die Gutachten zur Länderreform, die im Zonenbeirat zur Abstimmung stand.

Die Stadt gehörte zur Britischen Besatzungszone und erhielt eine von den Briten Ernannte Bürgerschaft. Diese hatte die Aufgabe, eine Verfassung für Hamburg zu erarbeiten. Die britische Besatzungsmacht setzte am 15. Mai 1945 den parteipolitisch ungebundenen Rudolf Petersen als Ersten Bürgermeister nach dem Ende des NS-Regimes ein. Um die Not der Menschen nach dem Krieg zu lindern, gründete Petersen die Deutsche Hilfsgemeinschaft. In Hamburg lebten unmittelbar nach dem Ende des Zweiten Weltkrieges mehr als 30.000 Kriegsversehrte.
Die Hamburger Universität blieb im Sommersemester 1945 geschlossen. Zum Wintersemester 1945/46 erfolgte ihre Wiedereröffnung mit weniger als 3000 Studierenden. Rektor war der von der Britischen Besatzungsmacht eingesetzte Anglist Emil Wolff.
Am 13. Oktober 1946 fanden die ersten freien Wahlen nach dem Ende des Zweiten Weltkrieges statt. Durch das Mehrheitswahlrecht siegte die SPD eindeutig; sie stellte mit Max Brauer im Weiteren den Ersten Bürgermeister Hamburgs. Am 16. Oktober 1949 wurde er, nun nach einer Mischung aus Mehrheits- und Verhältniswahlrecht, wiedergewählt. Im selben Jahr wurde Hamburg Bundesland der neu gegründeten Bundesrepublik Deutschland. 1952 verabschiedete die Bürgerschaft die seitdem gültige Hamburger Verfassung.
Die folgenden Jahre waren von einem raschen Aufstieg der Stadt in mehrfacher Hinsicht geprägt: Der Hafen wurde schnell zum größten deutschen Warenumschlagplatz, zahlreiche Einwohner fanden Arbeit in den Hamburger Werften und mit dem NWDR wurde Hamburg Sitz des wichtigsten Radio- und bald auch Fernsehsenders der Nachkriegsjahre. Dazu kamen die einflussreichen Publikationen Die Zeit und später Der Spiegel.
Bei der Sturmflut 1962 in der Nacht vom 16. auf den 17. Februar starben mehr als 300 Hamburger. Helmut Schmidt war Senator der Polizeibehörde und erlangte als Krisenmanager bundesweit große Popularität.

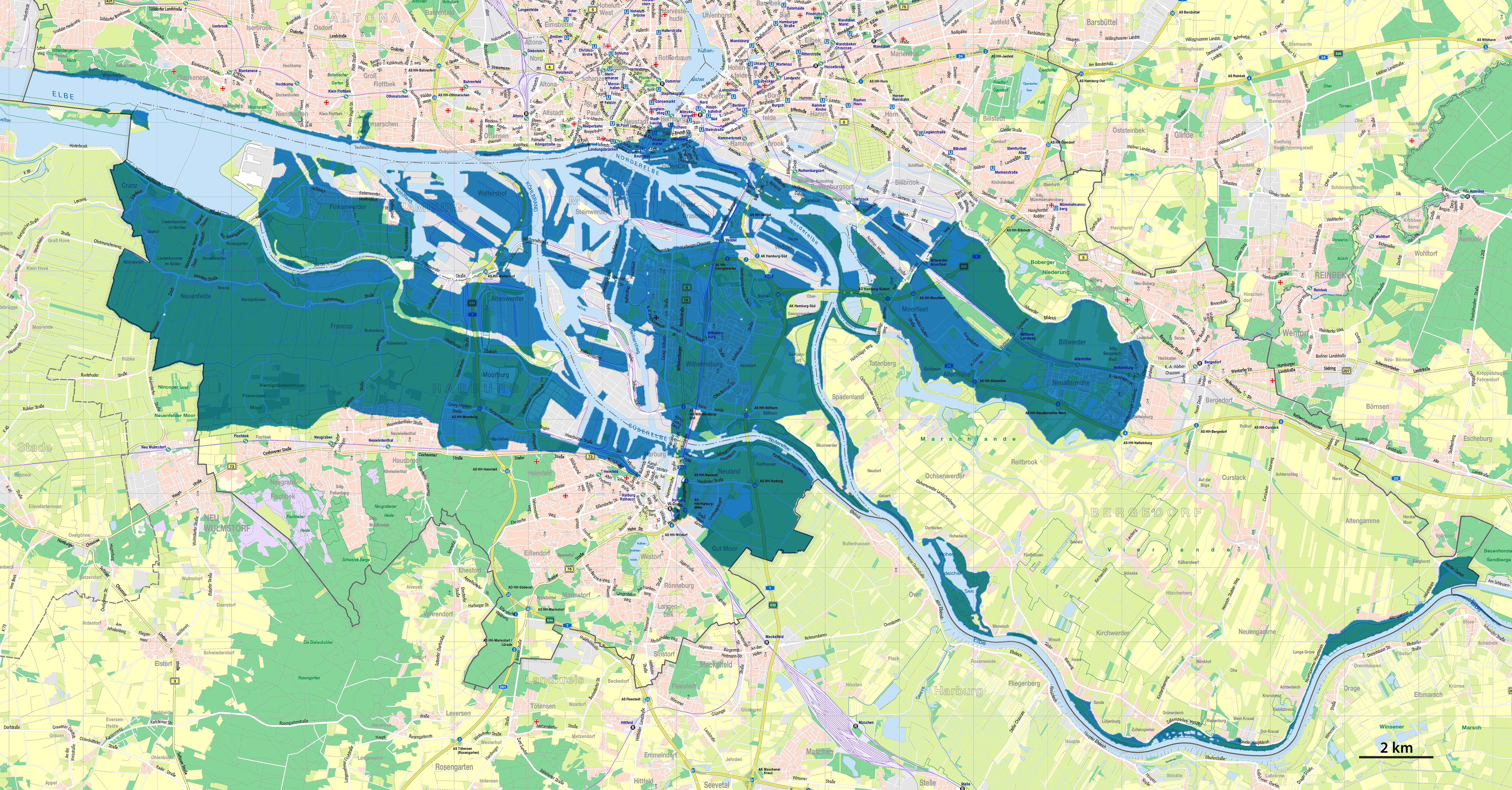
In Hamburg überflutetes Gebiet bei der Sturmflut

Seit den 1970er-Jahren entwickelte sich Hamburg zu einer Hochburg der autonomen Szene. Hausbesetzungen, wie die in der Hafenstraße, der Roten Flora oder die Räumung des Bauwagenplatzes Bambule 2002 erregten bundesweit Aufsehen.
Bedeutende städtebauliche Maßnahmen nach dem Krieg waren: Die zwölf Grindelhochhäuser (1950–1956), die Hamburgische Staatsoper (1955), das Audimax (1957–1959) und der Philosophenturm der Universität Hamburg, das Deutsche Elektronen-Synchrotron (DESY, 1960–1964) und das Unilever-Haus (1964). Der Fernsehturm wurde 1968 fertiggestellt.
Als typische Vertreter der 1970er-Jahre sind zu nennen: Die Geschäftsstadt Nord (City Nord, seit 1967), die Einkaufszentren Hamburger Straße und Alstertal, das Congress Centrum Hamburg (CCH, 1970–1973), die Wohnsiedlungen Osdorfer Born, Steilshoop und Mümmelmannsberg. Ferner wurden eingeweiht: 1973 die Alsterschwimmhalle („Schwimmoper“), 1974 die Köhlbrandbrücke und 1975 der neue Elbtunnel.
1977 fand das – auf Fortsetzung angelegte – Lyrikfestival erst- und einmalig statt.
Mit dem vermehrten Einsatz von Containern in der Frachtschifffahrt (=> Containerschifffahrt) veränderten sich die Strukturen des Hamburger Hafens, die die Stadt seit Jahrhunderten geprägt hatten: Zahlreiche Arbeitsplätze für Hafenarbeiter verschwanden; vier große, hoch technisierte Containerterminals wurden errichtet:
- Containerterminal Altenwerder (CTA, 2002 eröffnet),
- Eurogate-Containerterminal Hamburg (CTH),
- HHLA Containerterminal Burchardkai (CTB) und
- HHLA Containerterminal Tollerort (CTT, 1977 eröffnet).

Der Ausbau des Hamburger Hafens zum Containerhafen ist eng verbunden mit dem Namen des damaligen Senators für Wirtschaft und Verkehr Helmuth Kern.
Seit Ende der 1990er-Jahre baut Hamburg an der HafenCity, einem neuen Stadtteil im innenstädtischen Hafengebiet.
Siehe auch: Politik in Hamburg

### Hamburg im wiedervereinigten Deutschland
Trotz der wachsenden Bedeutung von Berlin konnte Hamburg nach der Wiedervereinigung seine Stellung als wirtschaftliche und kulturelle Metropole halten.
Am 13. Dezember 1992 nahmen 300 000 bis 400 000 Menschen an einer als „Alsterleuchten“ bezeichneten Lichterkette um Außen- und Binnenalster teil, um gegen Rassismus, Antisemitismus und Fremdenfeindlichkeit zu demonstrieren.
Das Theologische Seminar des Bundes Evangelisch-Freikirchlicher Gemeinden verlegte 1997 seinen Standort von Hamburg-Horn nach Wustermark-Elstal bei Berlin. 117 Jahre war es in der Hansestadt beheimatet.
Bedeutende Bauprojekte sind das Volksparkstadion, die Barclays Arena, die Europa Passage, die HafenCity und die Elbphilharmonie.
Privatisierung und Sparpolitik wurden als Ausweg aus der Kostenfalle durch den demografischen Wandel, struktureller Arbeitslosigkeit und Steuersenkungs-Politik begangen.
Hamburg erhielt den Internationalen Seegerichtshof. Er nahm 1996 seine Arbeit auf.
In den letzten Jahrzehnten wurden neue Stadtteile errichtet: HafenCity und Neuallermöhe.
Die Terroranschläge vom 11. September 2001 wurden zum Teil von der Hamburger Terrorzelle geplant und ausgeführt.
Am 27. März 2006 zog ein Tornado der Stärke F2 auf der Fujita-Skala über Teile des südlichen Hamburgs hinweg; es kam zu erheblichen Sachschäden, zwei Menschen starben.
Im Dezember 2013 zog der Orkan Xaver über die Stadt und überflutete mehrere Gebiete der Stadt. So stand die neugebaute Hafencity teilweise unter Wasser.
Am 7. und 8. Juli 2017 fand der G20-Gipfel in Hamburg statt. Zahlreiche Menschen demonstrierten; einige Gewalttäter zündeten Autos an und plünderten Läden (Näheres hier).
Seit März 2020 gehörte Hamburg im Verhältnis zur Einwohnerzahl zu den von der COVID-19-Pandemie in Deutschland am stärksten betroffenen Bundesländern.